# История Германии
История Германии (нем. Deutschland) — краткая история территорий, где сейчас находится современная Германия (ФРГ).
Название «Германия» (Germania) происходит от латинского экзонима, обозначавшего у древних римлян географическую область на восточном берегу Рейна, позднее объединённую с находившимися под римским контролем территориями на западном берегу этой реки. А её история, насчитывающая несколько тысячелетий и представляющая собой летопись великих культурных достижений, в то же время наполнена трагическими событиями, связанными с военной и политической борьбой.

## Доисторическая Германия
Ещё в эпоху верхнего и среднего палеолита Германия была местом миграций древнейших гоминид (гейдельбергский человек, неандерталец).
В эпоху верхнего палеолита и мезолита на территории Германии существовало несколько развитых палеолитических культур
(гамбургская, аренсбургская, федермессерская).
В эпоху неолита территорию Германии занимали в основном представители западной ветви культуры линейно-ленточной керамики (рёссенская культура и её потомок — михельсбергская культура). В этот период на территории Германии активно сооружаются дольмены. Михельсбергскую культуру постепенно сменяет культура воронковидных кубков.
Бронзовый век связан с носителями древнейших индоевропейских языков, хотя первоначально это были, по-видимому, предки не германских, а кельто-италийских народов (культура шаровидных амфор, баденская культура, культура полей погребальных урн и др.). Предки германцев занимали в основном северную часть Германии, однако, начиная с железного века, они постепенно вытесняют из Германии кельтов, частично ассимилируя их, особенно на юге Германии.

## Античная эпоха
Германские племена обитали на территории Центральной Европы ещё в 1-м тысячелетии до н. э., довольно подробное описание их строя и образа жизни даёт Тацит в трактате «Германия».
Лингвистические исследования, проведённые Д. Ринжем, позволяют предположить, что обособление германских народов от балто-славян произошло примерно в VIII—VI веках до н. э.
Германцы делились на несколько групп — между Рейном, Майном и Везером жили батавы, бруктеры, хамавы, хатты и убии; на побережье Северного моря — хавки, англы, варины, фризы; от средней и верхней Эльбы до Одера — маркоманы, квады, лангобарды и семноны; между Одером и Вислой — вандалы, бургунды и готы; в Скандинавии — свионы, гауты.
Со II века н. э. германцы всё активнее вторгаются в пределы Римской империи. Для римлян, однако, они были просто варварами. Постепенно у них складывались племенные союзы (алеманны, готы, саксы, франки).

## Великое переселение народов
В конце IV века вторжение азиатских кочевых народов в Европу подтолкнуло к переселению германцев. Они заселяли приграничные земли Римской империи, а вскоре начали вооружённые вторжения в неё. В V веке германские племена готов, вандалов и другие создали на территории разваливавшейся Западной Римской империи свои королевства. В то же время на территории нынешней Германии в основном сохранялся 1000 лет первобытно-общинный строй. В 476 году германским военачальником Одоакром был низложен последний римский император Ромул Август.

## Средневековье

### Франкское государство

Франкское государство

После падения Западной Римской империи наиболее значительную роль среди германских племён сыграли племена франков. В 481 году первым королём салических франков стал Хлодвиг I. При нём и его потомках была завоёвана Галлия, а из германцев в состав государства вошли алеманны и большая часть племён франков. Позднее были завоёваны Аквитания, Прованс, северная Италия, небольшая часть Испании, подчинены тюринги, бавары, саксы и другие племена.
Рюсенская культура существовала в междуречье Эльбы и Зале в VII веке. Соотносится с лужицкими сербами — переселенцами из более южных, западнодунайских земель. Курганный обряд не получил распространения в той части бассейна Эльбы, где волна расселения носителей пражско-корчакской культуры была перекрыта миграцией рюсенских племён.
К 800 году вся Германия оказалась частью огромного Франкского государства.
В 800 году франкский король Карл Великий был объявлен римским императором. До 800 года наследницей Римской империи была Византия (поскольку Западная Римская империя уже прекратила своё существование и осталась только Восточная — Византия). Восстановленная Карлом империя была продолжением древней Римской империи, и Карл считался 68-м императором, преемником восточной линии непосредственно после низложенного в 797 году Константина VI, а не преемником Ромула Августула. В 843 году франкская империя распалась, хотя разные короли (чаще короли Италии) с перерывами формально носили титул императора до 924 года.

### Начало германской государственности (843—962)

Восточно-Франкское королевство

Истоки германского государства связаны с Верденским договором, который в 843 г. заключили между собой внуки Карла Великого. Этот договор разделил империю франков на три части — французскую (Западно-Франкское королевство), доставшуюся Карлу Лысому, итальянско-лотарингскую (Срединное королевство), королём которой стал старший сын Людовика Благочестивого Лотарь, и германскую, где власть досталась Людовику Немецкому.
Традиционно первым Германским государством принято считать восточно-франкское государство. В течение X века появилось неофициальное название «Рейх Германцев (Regnum Teutonicorum)», которое через несколько веков стало общепризнанным (в форме «Reich der Deutschen»).
В 870 году большая часть Лотарингского королевства была захвачена восточно-франкским королём Людовиком Немецким. Таким образом, Восточно-Франкское королевство объединило практически все земли, населённые немцами. В течение IX—X веков происходили войны со славянами, приведшие к присоединению ряда славянских земель.
Очередным восточно-франкским королём в 936 году стал герцог Саксонии Отто I (в российской исторической традиции его называют Оттоном). 10 августа 955 года германские войска во главе с королём Оттоном I в битве на реке Лех разгромили вторгшихся в Центральную Европу кочевников-венгров и навсегда остановили их опустошительные набеги на христианские страны.

### Священная Римская империя (962—1806)

#### Ранний период Священной Римской империи
2 февраля 962 г. Оттон I был коронован в Риме в качестве императора Священной Римской империи. Считалось, что он возродил державу Карла Великого. Но теперь империя состояла в основном из Германии и части Италии.
Священная Римская империя германской нации (лат. Sacrum Imperium Romanum Nationis Germanicæ, нем. Heiliges Römisches Reich Deutscher Nation) — политическое учреждение, сохранявшее в продолжение десяти веков (до 1806) одну и ту же форму, одни и те же притязания. Внешняя история империи есть, в сущности, история Германии от IX до XIX столетия. По своему происхождению, Священная Римская империя была церковной и германской; форму ей дала неувядающая традиция всемирного владычества вечного Рима; германские и римские элементы, сливаясь, обусловливали собой всеобъемлющий и отвлечённый характер империи, как центра и главы западного христианского мира.
При правившем в XII веке Фридрихе I Барбароссе Гогенштауфене в Священной Римской империи возникли первые признаки феодальной раздробленности. Но при Фридрихе I и его сыне Генрихе VI империя ещё оставалась единой и даже расширилась. Однако после смерти Генриха VI в 1197 году в империи началась междоусобная война за власть. Ставший императором в 1220 году Фридрих II был вынужден признать суверенные права светских и церковных правителей в границах их владений в составе империи. Это стало причиной появления на территории империи множества самостоятельных княжеств. Некоторые северогерманские города объединились в Ганзу — военно-торговый союз, монополизировавший торговлю в Балтийском море.

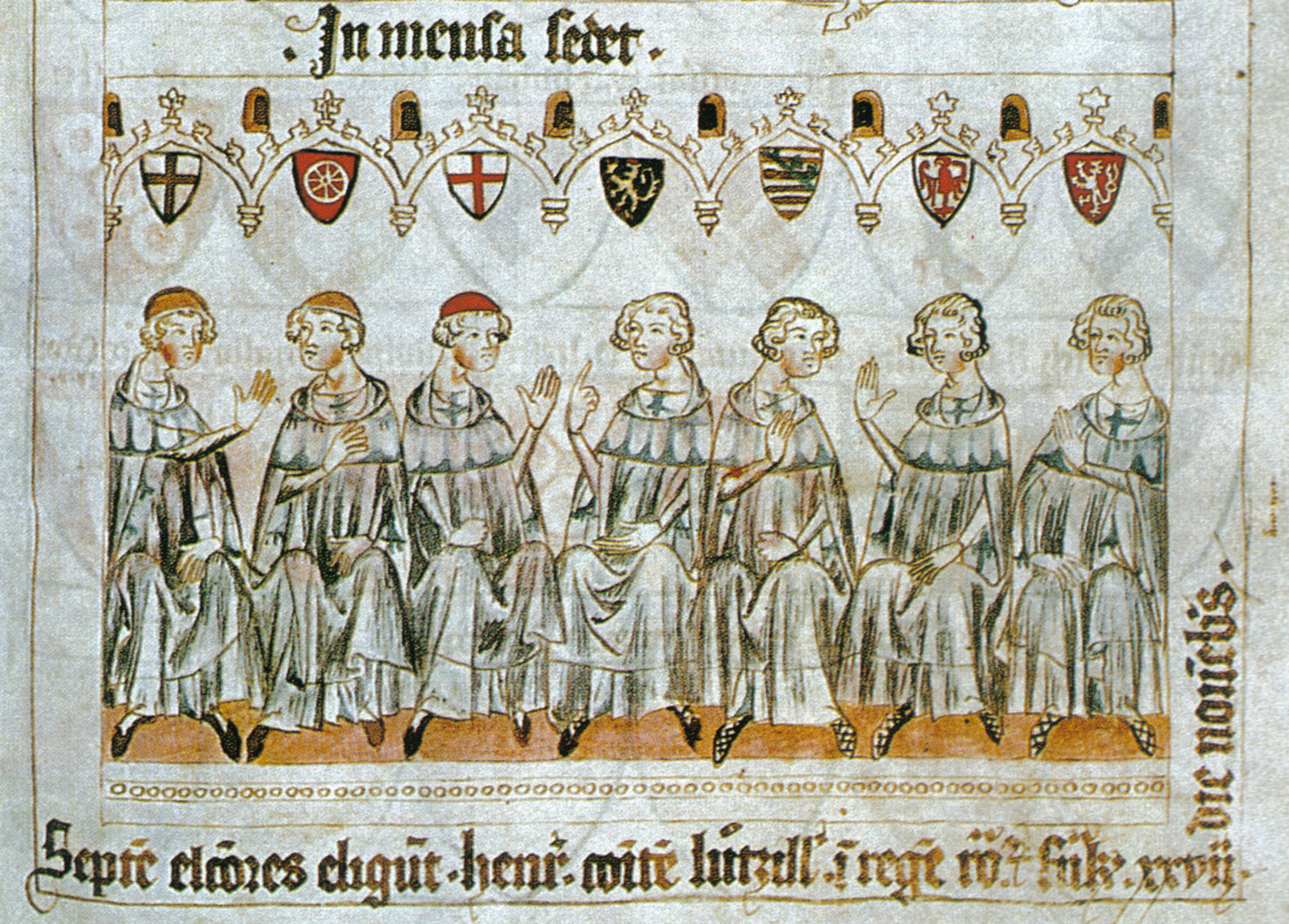
Codex Balduineus содержит первое изображение собрания курфюрстов:
Семь курфюрстов избирают Генриха VII императором. Курфюрстов можно определить по гербам (слева направо): архиепископы Кёльна, Майнца и Трира, пфальцграф Рейнский, герцог Саксонии, маркграф Бранденбургский и король Чехии

Династия Гогенштауфенов пресеклась после смерти Фридриха II. Около 20 лет длилась эпоха междуцарствия, во время которой в империи начали возникать союзы сильных самостоятельных городов. В 1273 году императором стал представитель династии Габсбургов. Первые представители этой династии уже не имели такого влияния как Гогенштауфены и зависели от курфюрстов (местных князей, имевших право выбирать императора).
Император Карл IV, принадлежавший к Люксембургской династии, в 1356 году издал Золотую буллу, закрепившую права курфюрстов выбирать императора, вести войны между собой внутри империи (но не против императора), чеканить свою монету. Со второй четверти XV века императорский престол стали бессменно занимать представители династии Габсбургов. В это время в княжествах империи создавались собственные финансовые, судебные и налоговые системы, а также полноценные армии.

#### Германия в эпоху Возрождения
Гуманизм зародился в Германии в 1430-е годы, на столетие позже, чем в Италии.
Особая роль принадлежала книгопечатанию — великому изобретению середины XV в., назревавшему в ряде стран, но сделанному в Германии Иоганном Гутенбергом. Также лучшим живописцем и графиком того времени являлся Альбрехт Дюрер, названный ещё Леонардо да Винчи из Германии.

#### Германия — родина Реформации (1517—1648)
Начало Реформации положило выступление в Германии в 1517 со своими позициями, или, как их называли, «тезисами для дискуссии», августинского монаха Мартина Лютера. Идеологи Реформации выдвинули тезисы, которыми фактически отрицалась необходимость католической церкви с её иерархией и духовенства вообще. Отвергалось католическое Священное предание, отрицались права церкви на земельные богатства и др.
Как попытка рыцарства, так и попытка крестьян воспользоваться религиозным брожением для полного социально-политического переворота потерпели полное крушение. В 1532 году было издано общегерманское уголовно-судебное уложение «Каролина».
Император Карл V был противником Реформации. Однако многие княжества и города выступили против него и начали войну против своего императора. В конце концов, в 1555 году был заключён Аугсбургский религиозный мир, по которому в империи была провозглашена свобода вероисповедания.
В течение примерно 50 лет после подписания Аугсбургского мира католикам и протестантам удавалось сосуществовать мирно, но в 1618 году началась Тридцатилетняя война, опустошившая Германию. Война окончилась в 1648 Вестфальским миром, который значительно расширил права германских князей. Они даже получили возможность заключать международные договоры. В результате была закреплена раздробленность Германии.

#### Возвышение Пруссии (1648 — начало XIX века)

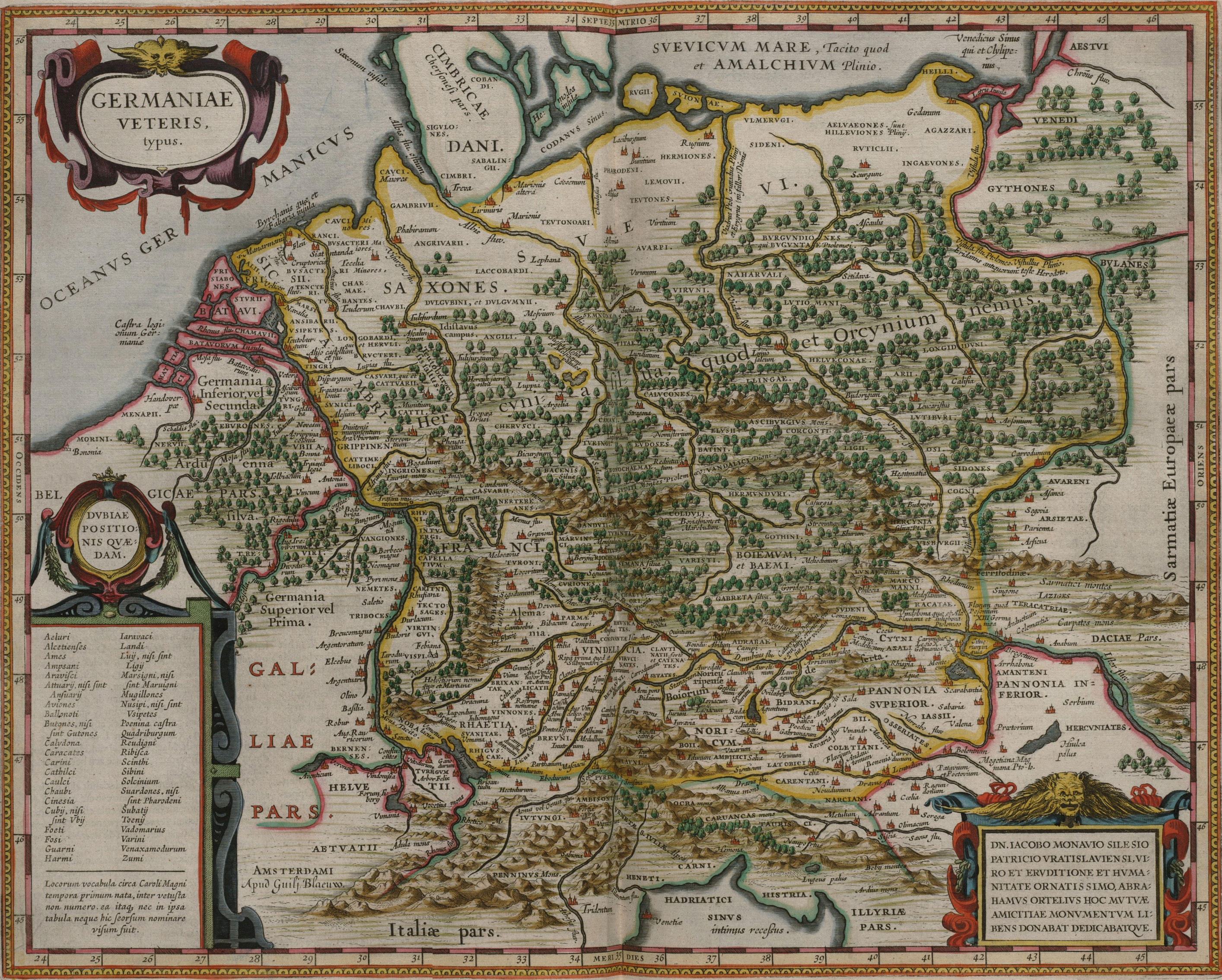
Карта земель Германии, опубликованная в Космографии Блау, 1657 г.

Вестфальский мир 1648 года привёл к значительному расширению владений курфюршества Бранденбург, которое ещё ранее (в 1618 году) присоединило герцогство Пруссию. В 1701 году Бранденбургско-Прусское государство получило название «королевство Пруссия». Оно отличалось жёсткой бюрократической системой и милитаризмом. В Пруссии и других восточногерманских государствах наблюдалось второе издание крепостничества. С другой стороны, именно в Пруссии Кант и Фихте заложили начало классической немецкой философии.
Наибольшую известность получил Фридрих II Великий. Он считался сторонником просвещённой монархии, отменил пытки, реорганизовал армию на основе муштры. При нём Пруссия участвовала в войне за австрийское наследство, в Семилетней войне, в разделе Речи Посполитой. Хотя императорами Священной Римской империи оставались австрийские Габсбурги, их влияние ослабло, а Пруссия отняла у Австрии Силезию. Восточная Пруссия даже не считалась составной частью империи.
В раздробленном и ослабленном виде Священная Римская империя существовала до роспуска в 1806 году. Перед этим, в 1801—1803 годах, происходил процесс, известный под названием большой медиатизации. В ходе этого процесса, завершившегося принятием Заключительного постановления имперской депутации (весна 1803 года), произошло укрупнение государств Священной Римской империи и радикальное сокращение их числа (прежде всего за счёт секуляризации духовных государств и упразднения многочисленных имперских городов).

## Создание единого государства (1806—1871)

### Во времена Наполеона
В эпоху наполеоновских войн Германия оставалась политически отсталой страной. В ней сохранялась феодальная раздробленность, существовало крепостное право, везде действовало средневековое законодательство. Ряд германских государств ранее воевал с революционной Францией с переменным успехом.
Осенью 1805 года началась Война третьей коалиции, в результате которой Австрия была разбита. Германский император Франц II, который как раз перед этим в 1804 стал также императором Австрии, покинул германский престол под давлением Наполеона. В июле 1806 года Священная Римская империя была упразднена, а вместо неё был провозглашён Рейнский союз. При Наполеоне количество немецких княжеств значительно сократилось за счёт их объединения. Потеряли свою независимость и многие города, количество которых во время их расцвета было свыше 80. К 1808 году в Рейнский союз входили все государства Германии, кроме Австрии, Пруссии, шведской Померании и датской Голштинии. Половина территории Пруссии была отнята у неё и частично вошла в Рейнский союз.
Почти во всём Рейнском союзе было ликвидировано крепостное право. В большинстве государств Рейнского союза был введён наполеоновский Гражданский кодекс, уничтоживший феодальные привилегии и открывший дорогу для развития капитализма. Рейнский союз участвовал в наполеоновских войнах на стороне Франции.

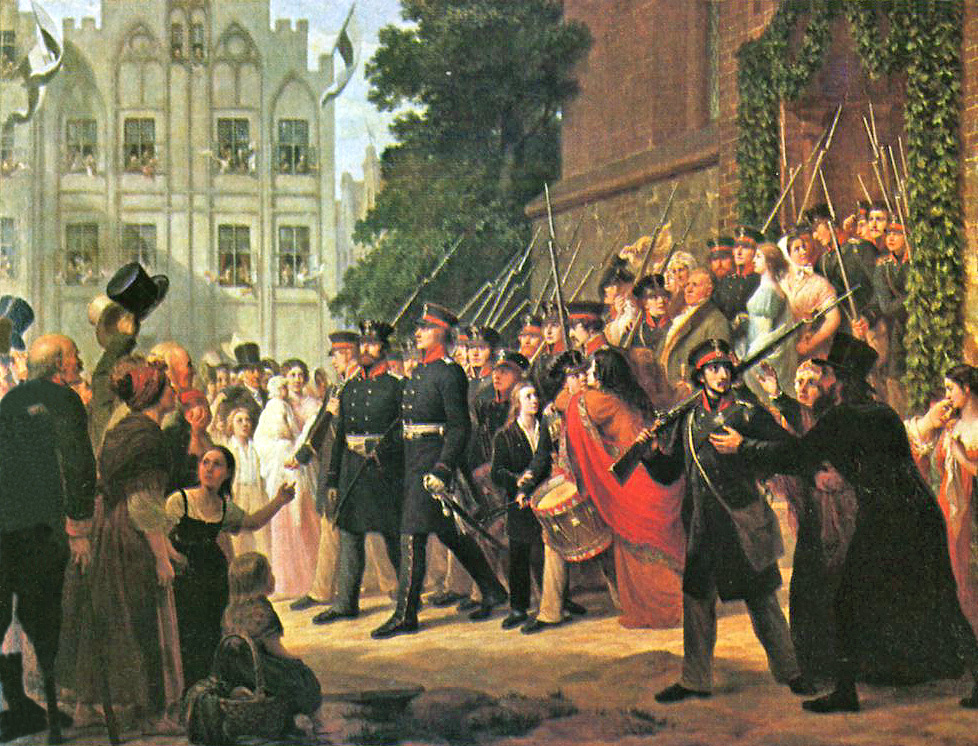
Восточно-прусский ландвер идёт на войну, 1813 год.

Неудачный поход Наполеона в Российскую Империю привел к глубокому кризису его империи. 27 февраля 1813 года Российская Империя и Пруссия заключили в Калише договор о союзе. 17 марта 1813 года в городе Бреслау прусский король Фридрих Вильгельм III опубликовал воззвание «К моему народу» (An mein Volk), призвав к борьбе с Наполеоном. Началась Освободительная война, бывшая частью общеевропейской войны против Наполеона, известной как Война шестой коалиции. Наиболее радикальные слои немецкого общества рассматривали эту войну как шаг в направлении осуществления издавна существующего стремления к воссозданию единого государства немецкой нации.

### Германский союз
На Венском конгрессе (октябрь 1814 г. — 9 июня 1815 г.) 8 июня 1815 г. был образован Германский союз из 38 германских государств. 8 июня был принят федеральный акт (Bundesakt), игравший роль устава союза. Согласно ему Германский союз являлся конфедерацией независимых государств. Высшим органом являлось Собрание Союза (Bundesversammlung), члены которого назначались монархами, во главе союза стоял Президент Союза (Bundespraesident), которым по должности являлся Император Австрии. Германский союз состоял из государств союза (bundesstaat). Началось введение конституций государств союза и превращение их из абсолютных монархий в дуалистические. В большинстве государств союза были созданы цензовые двухпалатные законодательные органы — земские штаты (landesstaende), верхние («первые») палаты которых состояли из титулованного дворянства, нижние («вторые») палаты избирались гражданами на основе имущественного ценза, исполнительные органы государств союза — советы министров, назначались монархами государств союза.

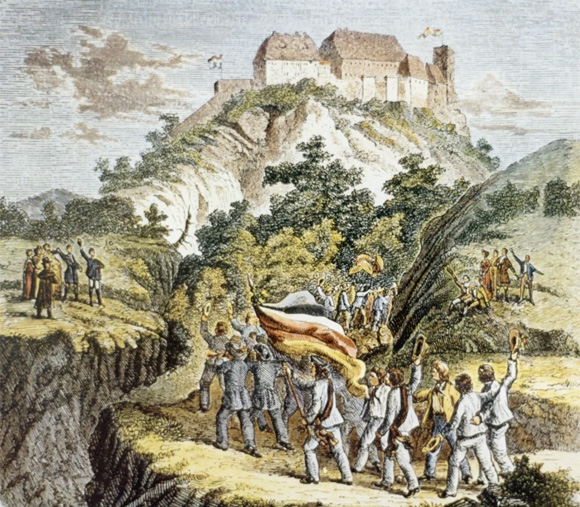
«Вартбургское празднество» 18 октября 1817 года

Во время наполеоновских войн возник немецкий национализм. Начиная с Гердера и Фихте, немецкие националисты полагали, что Германия упирается корнями в древний немецкий этнос и что политические критерии включения в нацию несущественны. Например, Фихте в своём «Обращении к германской нации» (1807) утверждал, что немцев характеризует оригинальный язык и прослеживаемая с первобытных времён природа германского характера, что наделяет её метафизическим национальным духом. Однако если в прошлом история немецкого народа во многом зависела не от него, то в будущем, по мнению Фихте, немцы должны были вершить свою историю сами. Этот призыв был подхвачен другими немецкими философами и писателями, что привело к возникновению романтического национализма. Сформировалось пангерманское культурное и политическое движение.
23 марта 1819 года в Мангейме студент Карл Занд, состоявший в либеральном студенческом братстве, убил консервативного писателя Августа фон Коцебу. После этого по решению Собрания Союза (сейма), принятому 20 сентября 1819 года, в государствах Германского союза был издан ряд указов, которые запрещали деятельность националистических братств (нем. Burschenschaften), предписывали уволить всех либерально настроенных профессоров университетов и усиливали цензуру прессы.
В 1830 году Июльская революция во Франции и восстание в Польше вдохнули новую бодрость в представителей германского либерализма. Оппозиционный дух проснулся с небывалой силой; где — бурной агитацией, а где — и открытым возмущением мелкие немецкие правительства были вынуждены к уступкам, тогда как у великих держав руки оказались связанными польским мятежом. Кургессен, Брауншвейг, Ганновер и Саксония получили представительные собрания; в других государствах была введена свобода печати. Но некоторые излишества — например Гамбахский праздник — послужили для правительств предлогом к энергичному вмешательству и к отмене в 1832 году, через посредство франкфуртского сейма, сделанных уступок. Последовавшие за этим события, например франкфуртский мятеж 1833 года, ещё более усугубили полицейскую деятельность союзного сейма. Выработанные на венских конференциях постановления 1834 года прямо были направлены против отдельных конституций. Отмена ганноверской конституции королем Эрнстом Августом в 1837 году вызвала общее негодование, особенно после того как союзный сейм, призванный на защиту конституции, объявил себя некомпетентным.

### Революция 1848—1849 годов

#### Франкфуртское национальное собрание

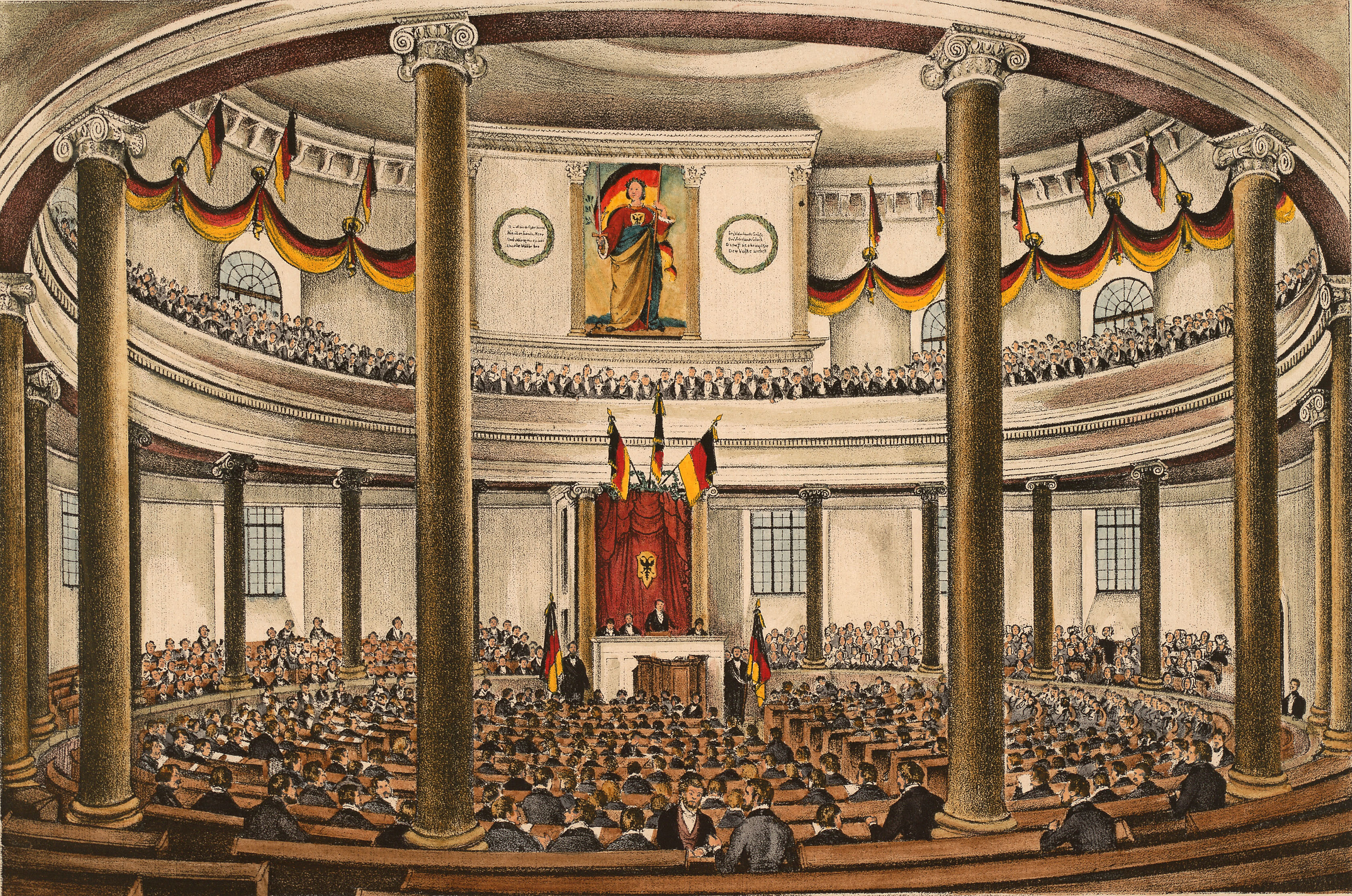
Франкфуртское национальное собрание. Над столом председателя возвышается знаменитая аллегорическая картина «Германия» Филиппа Фейта

30 марта 1848 года Собрание Союза назначило выборы в Германское национальное собрание. Его созыв стал одним из результатов Мартовской революции в странах Германского союза.
Собравшееся 18 мая того же года, собрание 28 июня 1848 года приняло Имперский закон о создании Временной Центральной власти Германии (Reichsgesetz über die Einführung einer provisorischen Zentralgewalt für Deutschland), согласно которому Немецкое национальное собрание являлось законодательным органом, Имперский регент (Reichsverweser) — главой государства, Имперское министерство (Reichsministerium), состоящее из Имперского премьер-министра (Reichsministerpraesident) и имперских министров (Reichsminister), в качестве исполнительного органа, имперские комиссары (Reichskommissar).

#### Конституция Паульскирхе
27 марта 1849 года I Германское национальное собрание приняло Имперскую конституцию (Reichsverfassung), согласно которой законодательным органом становился Парламент (Reichstag), состоящий из верхней палаты (staatenhaus), избираемый региональными советами, и нижней палаты (volkshaus), избираемый народом, главой государства — Император (Kaiser), исполнительным органом — Правительство (Reichsregierung), состоящее из имперских министров (reichsminister). Однако эта конституция была отклонена Собранием Союза.

#### Прусский союз. Попытка объединения в 1849 году
Прусский король Фридрих Вильгельм IV отказался возглавить объединение Германии революционным путём «снизу», но желал совершить это «сверху», используя влияние, приобретённое при подавлении революции. В мае 1849 года он созвал конференцию, на которой Саксония и Ганновер вступили в федерацию Прусский союз, где Пруссии отдавались внешняя политика и военные дела. Под влиянием настроений в обществе к Прусскому союзу примкнули 29 германских государств, кроме Австрии, Баварии, Вюртемберга и ещё нескольких княжеств (Эрфуртский союз).
Австрия противилась Прусскому союзу, но после революции 1848—1849 гг. не имела сил для военного противодействия. Поэтому в сентябре 1849 года она заключила с Пруссией соглашение о совместном управлении германскими делами. 10 мая 1850 года по инициативе Австрии был созван сейм Германского союза (Франкфуртский сейм), ознаменовавший восстановление прежних порядков в управлении Германией. Пруссия не признала сейм. Таким образом, два крупнейших германских государства шли к вооружённому конфликту при том, что остальные члены Германского союза разделились в своих симпатиях.
Противостояние осложнялось вялотекущей прусско-датской войной за независимость Гольштейна и внутренним конфликтом в Гессенском курфюршестве. Австро-баварский корпус по решению союзного сейма должен был подавить волнения в Гессене, но пруссаки не пропускали эти войска через свою территорию. 8 ноября 1850 года произошло столкновение прусских и баварских войск у городка Бронцель под Фульдой, в котором несколько человек были ранены. В конфликт вмешался царь Николай I, заставив Пруссию не препятствовать решениям общегерманского сейма. В итоге Пруссия под военным давлением Австрии и России подчинилась, отказавшись от идеи объединения Германии в рамках Прусского союза. Председатель прусского кабинета Мантейфель заявил об этом германским государям, сохранивших верность идее союза. По австро-прусскому соглашению от 29 ноября 1850 года Пруссия устранилась от вмешательства в дела Гессена и Гольштейна, то есть фактически отказалась от независимой внутригерманской политики.
Австрии также не удалось воспользоваться дипломатической победой над Пруссией и усилить своё влияние на принятии решений по общегерманским делам.
Дрезденская конференция в декабре 1850 года восстановила прежние нормы отношений внутри Германского союза.

### Северогерманский союз и объединение Германии (1866—1871)

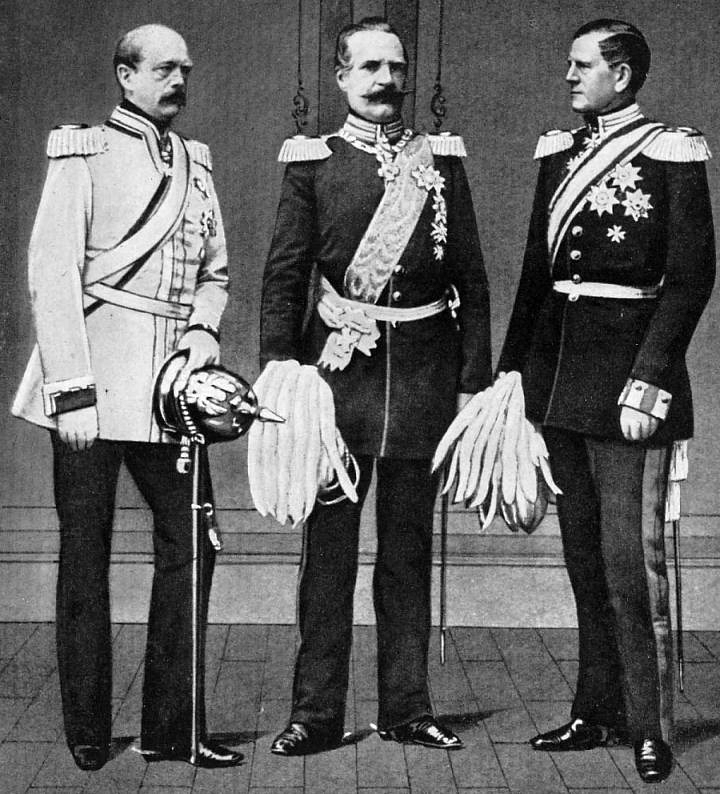
Прусский триумвират 1860-х годов, превративший Германию во второй половине XIX века сначала в региональную, а затем и в мировую великую державу. Слева направо: «железный канцлер» Отто фон Бисмарк; военный министр Пруссии, реформатор армии и его ближайший соратник Альбрехт фон Роон; видный деятель военной науки, бессменный начальник Генерального штаба Хельмут фон Мольтке

Между тем, на сцену выступил шлезвиг-гольштейнский вопрос, а с ним и новые осложнения, положившие начало полному переустройству Германии. Потерпев поражение в датско-прусской войне 1864 года, Дания принуждена была отказаться от Шлезвига, Гольштейна и Лауэнбурга в пользу Австрии и Пруссии. Они заключили между собой в августе 1865 года Гаштейнскую конвенцию, которая не столько разрешала проблему раздела добычи между Австрией и Пруссией, сколько создала новый повод для войны между ними.
9 апреля 1866 года Пруссия внесла в союзный сейм предложение созвать германский парламент, избранный прямой и общей подачей голосов, для обсуждения проекта преобразования союзной конституции. На предложение Австрии о взаимном разоружении Пруссия изъявила согласие, если Австрия прекратит свои вооружения против Италии. Предложенный нейтральными державами мирный конгресс в Париже не состоялся, и в июне 1866 года началась австро-прусская война, победа Пруссии в которой подготовила германское объединение. Результатом победы Пруссии было исключение Австрии из состава Германского союза и её согласие на образование Северо-Германского союза, под главенством Пруссии.
18 августа 1866 года был подписан Союзный договор Пруссии с северонемецкими государствами (Bündnisvertrag Preußens mit den Norddeutschen Staaten), по которому Пруссия и 17 северогерманских государств (осенью к ним присоединились ещё четыре), обязывались принять закон о выборах в межгосударственный парламент, 23 августа самораспустился Германский союз, 15 октября 1866 года прусский ландтаг издал Закон о выборах в Конституционный Рейхстаг Северонемецкого Союза (Wahlgesetz für den konstituierenden Reichstag des Norddeutschen Bundes), согласно которому для принятия межгосударственной конституции созывался Конституционный Рейхстаг (Konstituierende Reichstag), выборы в который прошли 12 февраля, 24 февраля он собрался на своё первое заседание, а 16 апреля 1867 он принял Северонемецкую федеральную конституцию (Norddeutsche Bundesverfassung, NBV), провозглашавшая создание Северогерманского Союза, который представлял собой федеративную конституционную дуалистическую монархию. Законодательным органом являлись Союзный совет (Bundesrat), назначавшийся монархами штатов, и Рейхстага (Reichstag), избиравшегося народом на основе всеобщего избирательного права по мажоритарной системе, главой государства — Федеральный президент (Bundespraesident), которым по должности был король Пруссии, главой исполнительной власти — Федеральный канцлер (Bundeskanzler), назначавшийся Федеральным президентом и нёсшим перед ним ответственность. Северогерманский союз, состоял из федеральных штатов (Bundesstaat), каждый из которых имел собственную конституцию и законы. 31 августа 1867 года прошли первые выборы в Рейхстаг.

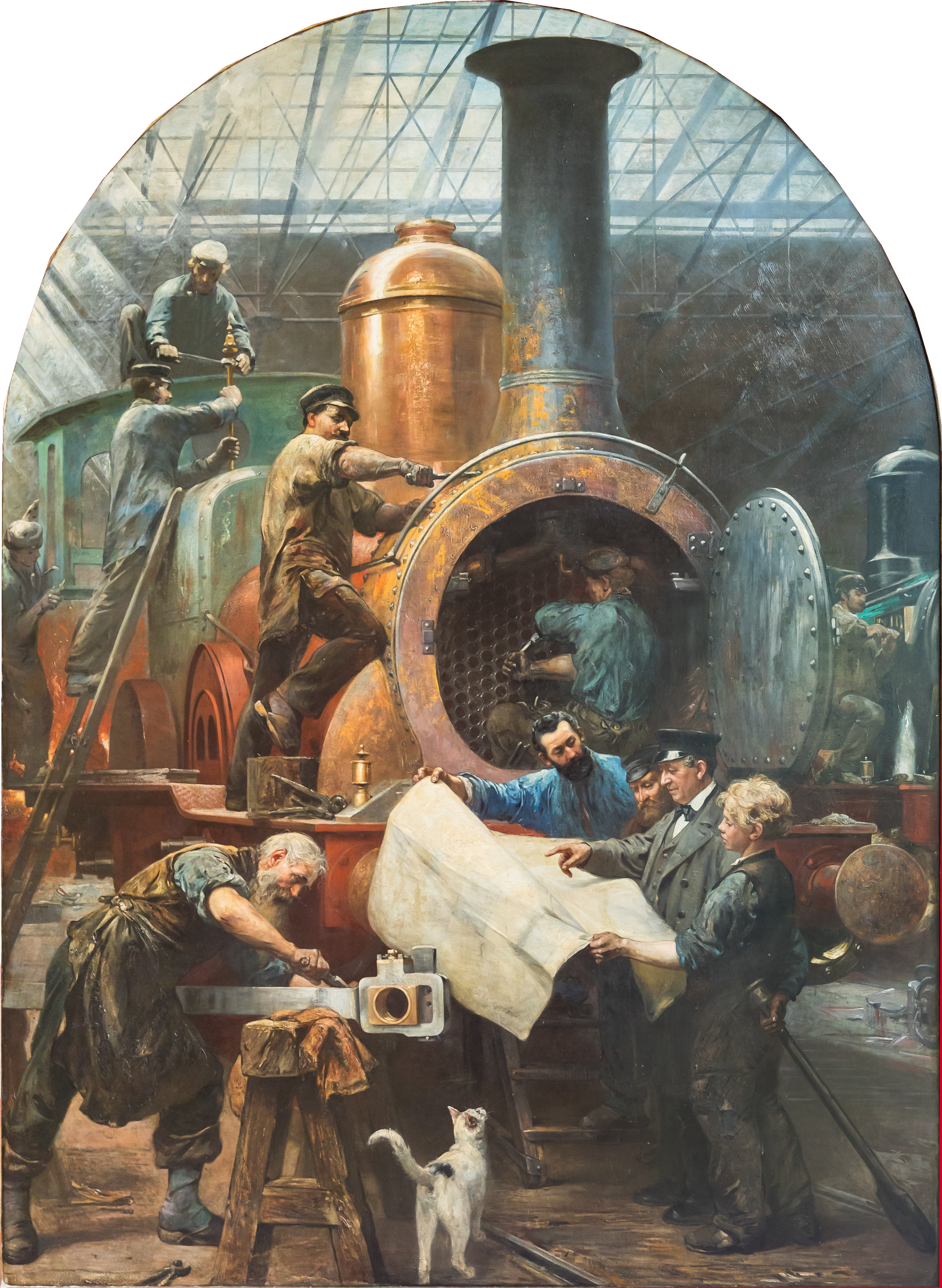
Строительство локомотива, картина Пауля Фридриха Мейергейма

Особенностью запоздалого промышленного переворота в Германии было то, что он базировался на основе отечественного машиностроения, на собственных инженерно-технических достижениях. В Германии сразу строились огромные по тому времени машиностроительные предприятия, оснащённые новейшим оборудованием. Именно это обеспечило невиданные в XIX веке темпы промышленного производства. Середина XIX века в Германии была названа «эпохой грюндерства» («грюндеры», нем. Gründer — учредители компаний). Существенную роль в этом стремительном экономическом развитии сыграло строительство железных дорог, ставших самым значимым фактором в экономике этого периода. Поэтому типичный «грюндер» — это пионер железнодорожного транспорта, как Бетель Генри Штраусберг. Железные дороги дали серьёзный импульс развитию других отраслей промышленности благодаря выросшему спросу на уголь и сталь, что привело к учреждению промышленных империй, таких, как компания, основанная Фридрихом Круппом.

## Германская империя (1871—1918)

Германская империя

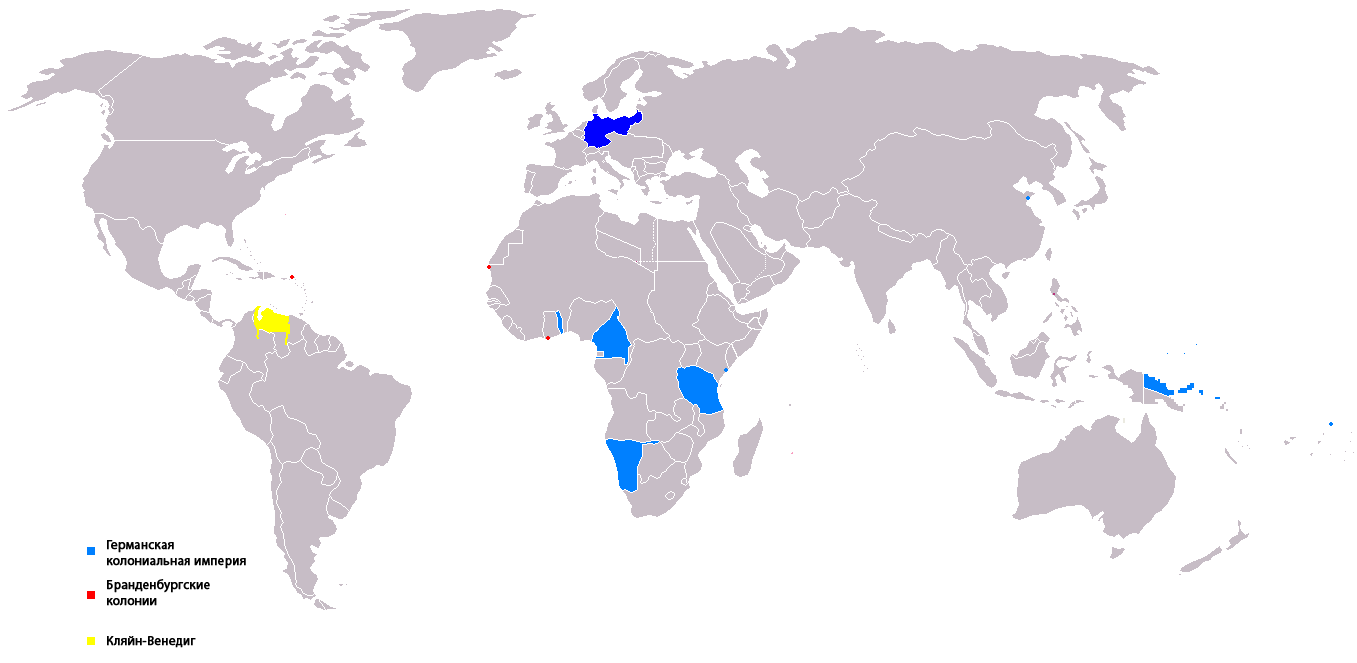
Колонии Германской империи

В результате Франко-прусской войны (1870—1871) 15 ноября 1870 года в Северогерманский союз были приняты Баден и Гессен, из названия союза был убран корень «Северный» (см. Объединение Германии (1871)). Германская империя была федеративным государством, объединявшим 22 монархии, 3 вольных города и землю Эльзас-Лотарингия. По конституции, германским императором являлся король Пруссии. Он назначал рейхсканцлера. Рейхстаг избирался всеобщим голосованием. У империи были единый бюджет, имперский банк, армия, монета, внешнеполитическое ведомство, почта и железнодорожное ведомство.
Отсутствие таможенных границ, прогрессивное законодательство в области экономики и французская контрибуция привели к быстрому росту экономики. Благодаря продуманной системе среднего образования и университетов наблюдались расцвет науки и прогресс технологии. Проводимые под влиянием Социал-демократической партии забастовки и законодательные реформы привели к росту зарплат и смягчению социальной напряжённости.
Однако невиданный подъём «эпохи грюндерства» внезапно закончился крупным биржевым крахом 1873 года, повлёкшим почти двадцатилетний период стагнации, известный как «грюндерский кризис». Кризис поставил под сомнение теорию экономического либерализма и привёл к созданию практических механизмов контроля и вводу протекционистских пошлин. Появившиеся в этот период массовые мелкобуржуазные и пролетарские движения стали явными противниками либерализма в экономике.
Самый сокрушительный удар кризис нанёс психологии людей. Обещания богатства и процветания для всех не были реализованы, в кругах мелких ремесленников и предпринимателей господствовал страх социального спада вследствие конкуренции со стороны промышленного производства. В этих кругах быстро распространялись теории заговоров, благодатную почву получил антисемитизм, получивший широкое распространение в 1880-е годы.

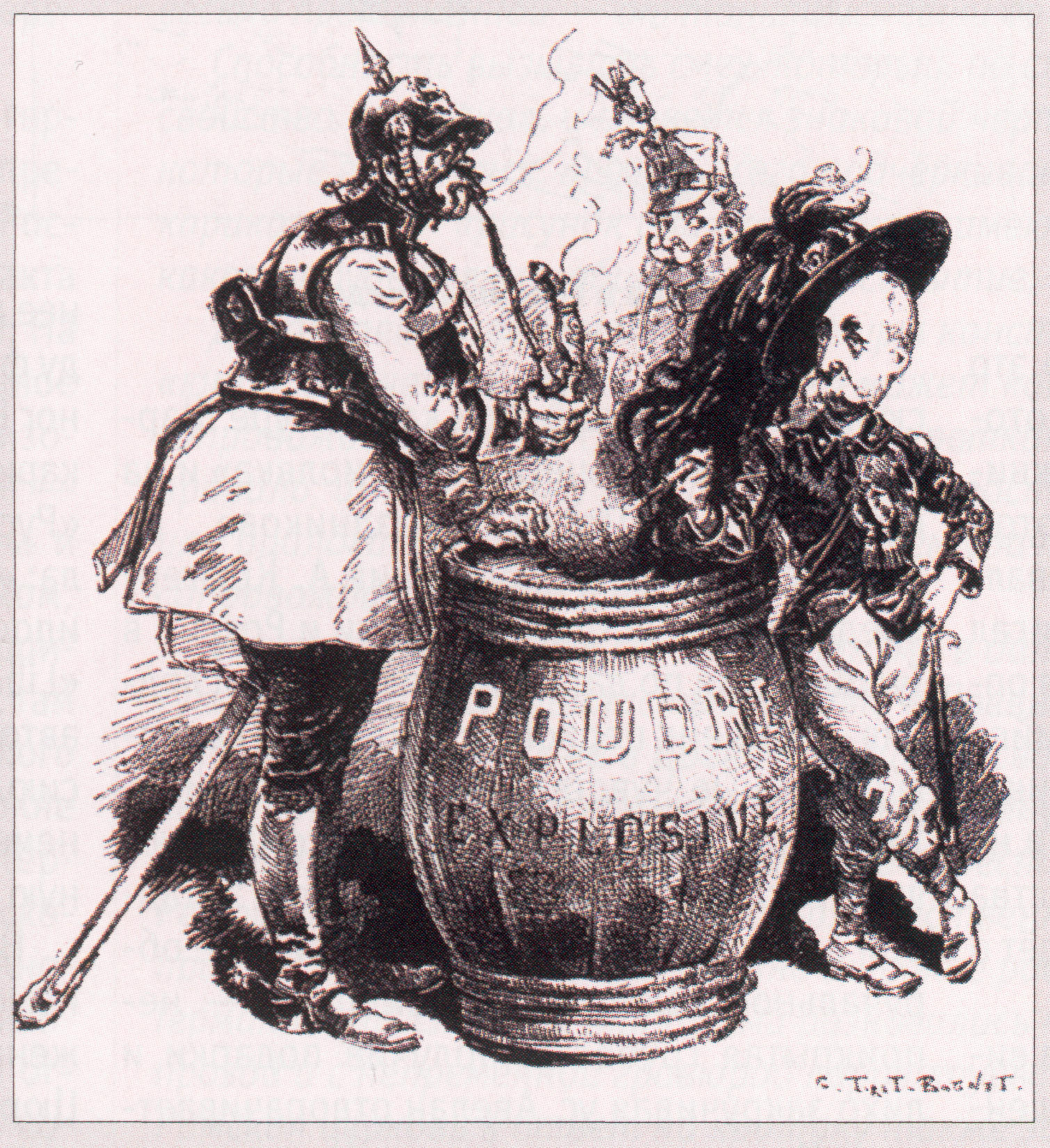
Француз Тире-Боне. Тройственный союз. Германия, Австро-Венгрия и Италия курят на бочке с порохом

### ЦарствованиеВильгельма II(1888—1918)
Германия поздно приступила к захвату колоний и была вынуждена искать пути к их переделу. Она заключила с Австро-Венгрией и Италией Тройственный союз.
Благодаря огромным военным расходам (до половины всего бюджета) Германия к 1914 году имела армию с наилучшим в мире вооружением.

#### Первая мировая война (1914—1918)
28 июня 1914 г. убийство австрийского наследника Франца Фердинанда в городе Сараево послужило поводом к началу Первой мировой войны. В Германии был разработан план Шлиффена по быстрому наступлению на Францию и её разгрому, так как Германия не была готова к затяжной войне. План предусматривал обход франко-германской границы и наступление на Францию через Бельгию. Однако после оккупации Бельгии Германией, Великобритания объявила последней войну. Германские войска смогли вклиниться вглубь Франции, но вскоре продвижение немецких войск увязло и Германии пришлось активно воевать на двух фронтах из-за наступления России в Восточной Пруссии и частичной её оккупации русскими войсками.

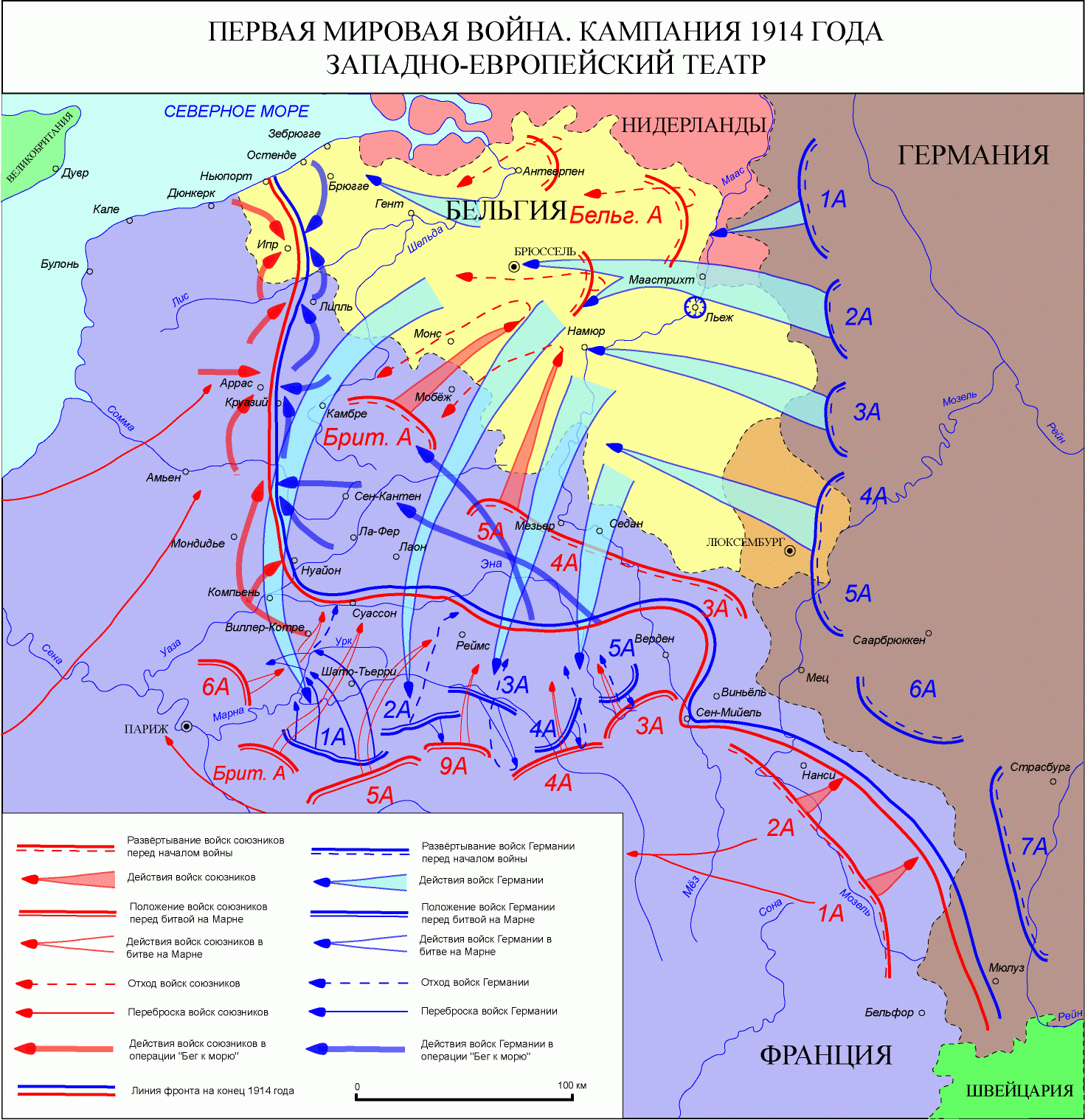

Из-за этого пришлось приостановить продвижение вглубь Франции. Далее Западный Фронт почти не сдвигался, и там началась война на истощение. Военный успех сопутствовал Германии на Восточном фронте в 1915: за этот год Германии удалось продвинуться глубоко в Россию и захватить такие её территории как Литва и Польша.
Германии не удалось сломить французскую армию и война на западе перешла в позиционную затяжную фазу, с большими людскими и материальными потерями. Германия постепенно обескровилась, а вступление США в войну ускорило предрешённый исход, на который уже не мог повлиять Брест-Литовский мир который в 1917 году Германия заключила с Россией на очень выгодных для себя условиях.
26 сентября 1918 года началось наступление Антанты на западном фронте. Союзники Германии находились в крайне тяжёлом положении и один за другим подписали перемирие с Антантой (29 сентября 1918 года — Болгария, 30 октября — Турция, 3 ноября — Австро-Венгрия). 5 октября 1918 года германским правительством было официально объявлено о готовности Германии к мирным переговорам со странами Антанты и её союзниками. Ещё больше к прекращению войны и заключению мира подтолкнули события 4-9 ноября 1918 года, когда Германию охватило антимонархическое восстание, восставшие стали на уровне предприятий формировать рабочие советы (arbeiterrat). 9 ноября Вильгельм II бежал в Нидерланды, где вскоре отрёкся от власти, Германская империя была провозглашена Германской Социалистической Республикой. 10 ноября 1918 года Берлинским советом было принято решение создать Временный совет народных уполномоченных, который 11 ноября 1918 года подписал в Компьене перемирие о прекращении боевых действий со стороны имперской армии Германии и положил конец Первой мировой войне.

## Веймарская республика (1919—1933)

Веймарская республика

### Ноябрьская революция
4-9 ноября 1918 года Германию охватило антимонархическое восстание, восставшие стали на уровне предприятий формировать рабочие советы (arbeiterrat). 9 ноября король Пруссии бежал в Нидерланды, где вскоре отрёкся от престола, Германская империя была провозглашена Германской Социалистической Республикой, 10 ноября Общее собрание берлинских рабочих и солдатских советов (Vollversammlung der Berliner Arbeiter- und Soldatenräte) избрало временные органы государственной власти — Исполнительный совет рабочих и солдатских советов Большого Берлина (Vollzugsrat des Arbeiter- und Soldatenrates Groß-Berlin) и Совет народных уполномоченных, последний состоял из представителей СДПГ и недавно отколовшейся от неё более левой Независимой социал-демократической партии Германии, председателями Совета народных уполномоченных (Vorsitzende des Rates der Volksbeauftragten) стали правый социал-демократ Фридрих Эберт и независимый социал-демократ Гуго Гаазе. 16-21 декабря 1918 г. на прошедшем Имперском конгрессе рабочих и солдатских советов для принятия конституции было принято решение созвать II Немецкое Национальное Собрание, в качестве временного парламента был избран Центральный совет Германской Социалистической Республики (Zentralrat der Deutschen Sozialistischen Republik) и утверждён состав Совета народных уполномоченных.

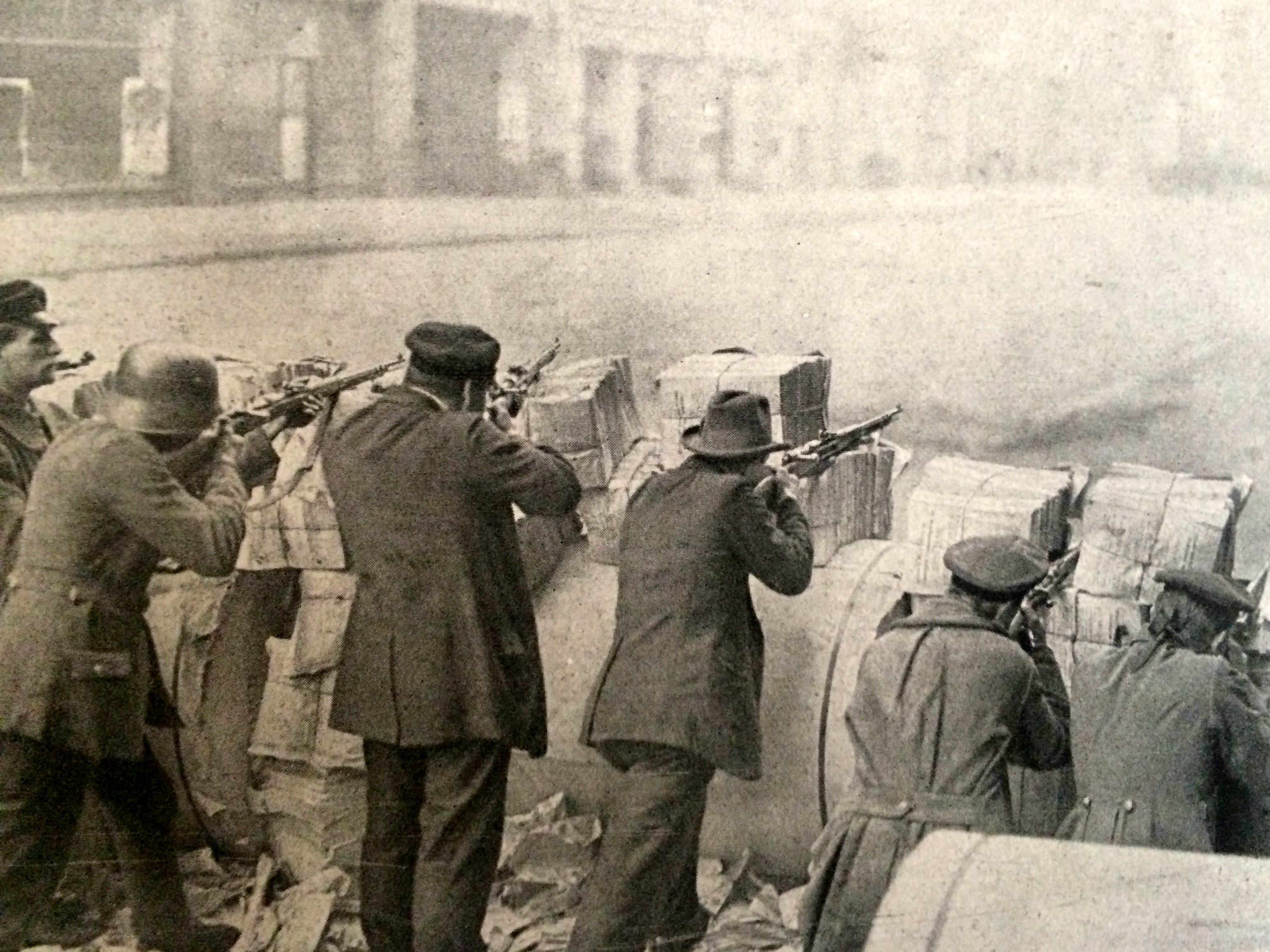
Спартакисты за баррикадой во время восстания в январе 1919 года

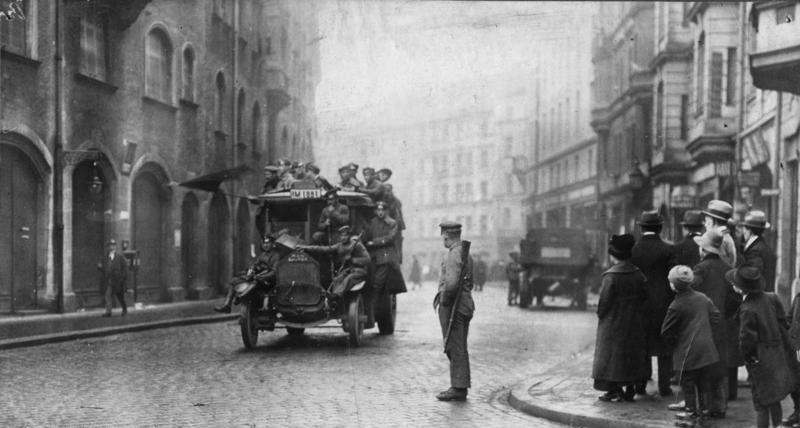
Революция в Мюнхене, 1919 год

Были проведены многочисленные реформы, женщины получили избирательные права, был введён восьмичасовой рабочий день. 
30 декабря 1918 была образована Коммунистическая партия Германии, а в январе 1919 года её сторонники вместе с членами леворадикальной Независимой социал-демократической партии Германии (НСДПГ) подняли в Берлине восстание. Оно было подавлено фрайкором, при этом были убиты лидеры коммунистов Роза Люксембург и Карл Либкнехт.
Однако революционные выступления в Германии продолжались. 3 марта 1919 года общее собрания рабочих и солдатских советов Берлина приняло решение о начале всеобщей забастовки в столице в поддержку массовых забастовок в Центральной Германии. Забастовка переросла в ожесточенные уличные бои, в столкновениях погибли до 1500 рабочих и 75 фрайкоровцев.
В некоторых регионах Германии коммунисты имели временный успех. В Бремене 10 января 1919 года была провозглашена Бременская советская республика. Но 4 февраля 1919 года в Бремен были посланы войска из Берлина, и советская республика пала. 6 апреля 1919 года была провозглашена Баварская советская республика. На первых порах её Красная армия успешно действовала против отрядов фрайкора, направленных в Баварию германским правительством. Однако вскоре возникли внутренние разногласия, и Баварская советская республика была ликвидирована. Действия правительственных войск в Баварии сопровождались массовым террором против коммунистов и тех, кого подозревали в сочувствии им.

### Веймарское учредительное собрание
19 января 1919 г. прошли выборы во учредительное собрание, первое место на котором заняла СДПГ и 10 февраля 1919 г. был принят Закон о временной имперской власти, согласно которому законодательным органами стали Комитет Государств (Staatenausschuss), избираемый земельными правительствами, и Национальное Собрание, избираемое народом, главой государства — Имперский президент, избираемый Национальным Собранием, исполнительным органом — Имперское министерство (Reichsministerium), назначаемое рейхспрезидентом, состоящее из Имперского премьер-министра (Reichsministerpräsident) и имперских министров.
До середины 1919 года все попытки учреждения в Германии социалистической советской республики были подавлены. Последней стала Баварская советская республика, павшая 2 мая 1919 года.

### Версальский мирный договор

Германия после Версальского договора:
Территории под управлением Лиги Наций
Территории, аннексированные соседними странами
Территория Веймарской Германии

28 июня 1919 года в соответствии с Версальским договором Германия уступила часть территории и свои колонии. На объединение Германии и Австрии был наложен запрет. На Германию и её союзников была возложена вся вина за развязывание войны. Германия была также принуждена к выплате репараций. Франция вернула себе Эльзас и Лотарингию. Саар перешёл в подчинение Лиги Наций, а Рейнская область была оккупирована войсками Антанты и получила статус демилитаризованной зоны. Значительные ограничения были наложены на германскую армию. Версальским договором предусматривалось, что решение о государственной принадлежности некоторых пограничных районов будет принято на референдумах. 

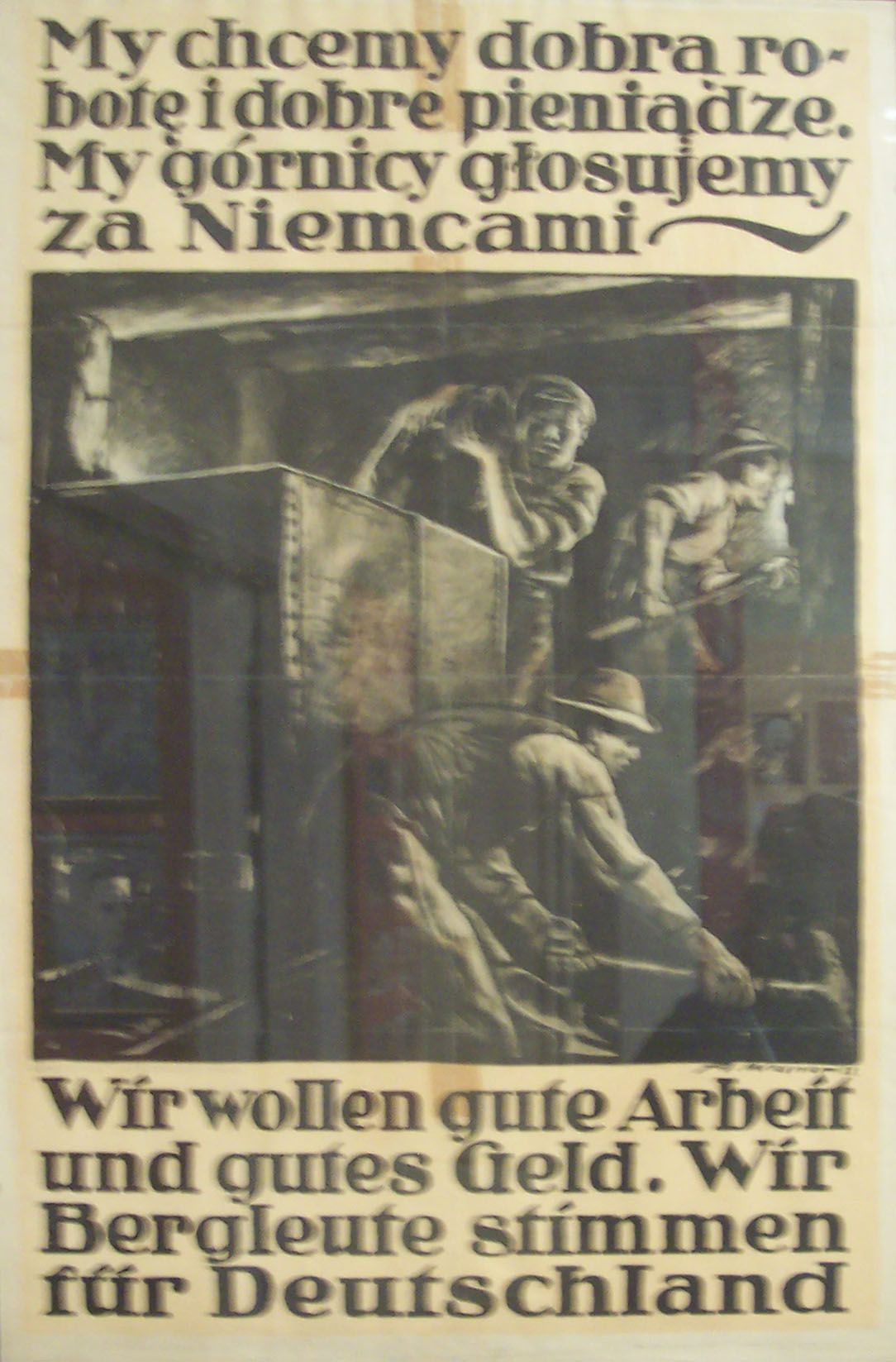
Германский двуязычный пропагандистский плакат 1921 года, призывающий жителей Верхней Силезии голосовать за то, чтобы остаться в составе Германии. Текст гласит: Мы хотим хорошей работы и хорошего заработка. Мы, шахтёры, голосуем за Германию.

После двух референдумов Шлезвиг был поделён между Германией и Данией. Северный Шлезвиг вернулся в состав Дании, а Южный остался за Германией. После референдума 11 июля 1920 года районы Алленштейн и Мариенвердер остались в составе Пруссии. 20 сентября Эйпен и Мальмеди (близ Ахена) отошли к Бельгии, большая часть провинции Позен — восстановившей свою государственность Польше, в населённой немцами части Позена и Западной Пруссии был создан Немецкий народный совет для Западной Пруссии и Позена (Deutscher Volksrat für Westpreußen und Posen) по инициативе которого была создана Пограничная марка Позен-Западная Пруссия, восточная часть Западной Пруссии как Западно-прусский округ был включён в Восточную Пруссию, северная часть Западной Пруссии была выделена в отдельное государство — Вольный город Данциг, Верхняя Силезия после референдума, сопровождавшегося столкновениями с применениями силы, была поделена между Германией (провинция Верхняя Силезия) и Польшей (Автономное Силезское воеводство), Мемельский район перешёл в подчинение Лиги Наций, а позднее в 1923 году отошёл к Литве. 
В 1922 году Германия и РСФСР заключили Рапалльский договор о восстановлении дипломатических отношений. 
В январе 1923 года французские войска в ответ на задержки в выплате репараций оккупировали Рурскую область, что послужило началом так называемого Рурского конфликта. Правительство поддержало сопротивление местных жителей оккупантам. 
Министр иностранных дел Веймарской республики Густав Штреземан вместе со своим французским коллегой Аристидом Брианом работал над сближением двух стран и пересмотром условий Версальского договора, что нашло своё отражение в заключённых в 1925 году Локарнских соглашениях и вступлении Германии в Лигу Наций в 1926 году.

### Первая демократическая конституция
30 июня 1919 года II Германское Национальное Собрание приняло Конституцию Германской Империи, согласно которой законодательными органами являлись Имперский Совет (Reichsrat), назначаемый земельными правительствами, и Рейхстаг, избираемый на основе всеобщего, равного и прямого избирательного права при тайном голосовании, главой государства — рейхспрезидент, избираемый народом, исполнительным органом — Имперское правительство (нем. Reichsregierung), состоящее из рейхсканцлера и имперских министров (нем. reichsminister), назначаемое рейхспрезидентом и ответственное перед Рейхстагом.

### Кризисные 1918—1923 годы
После откола в апреле 1917 года от СДПГ Независимой социал-демократической партии Германии (НСДПГ) ей перешла меньшая часть старого электората СДПГ, тогда как за СДПГ закрепилась большая часть электората. Наследницей Национал-либеральной партии стала Немецкая народная партия (ННП), преемницей Прогрессивной народной партии — Немецкая демократическая партия (НДП). На католическом юге Германии сохранила доминирование Партия центра (ПЦ), признавшая республиканскую форму правления, при этом от неё откололся земельный союз в Баварии, образовав Баварскую народную партию (БНП), выступавшую за федерализм. В рейхстаге Партия центра и БНП создали единую фракцию. Три демократические партии (СДПГ, НДП, ПЦ) образовали между собой «Веймарскую коалицию», при этом в случае, если эта коалиция не имела абсолютного большинства в парламенте, она вступала в большую коалицию с ННП.

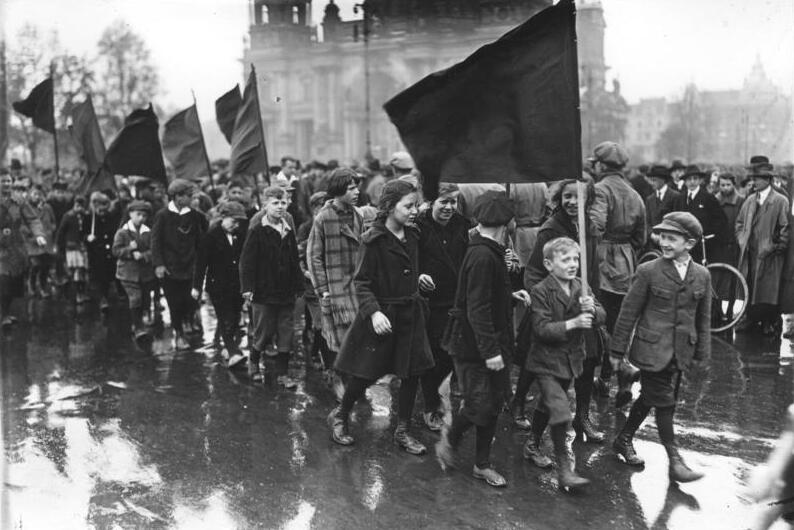
Молодёжная коммунистическая демонстрация в Берлине, 1 мая 1925 года

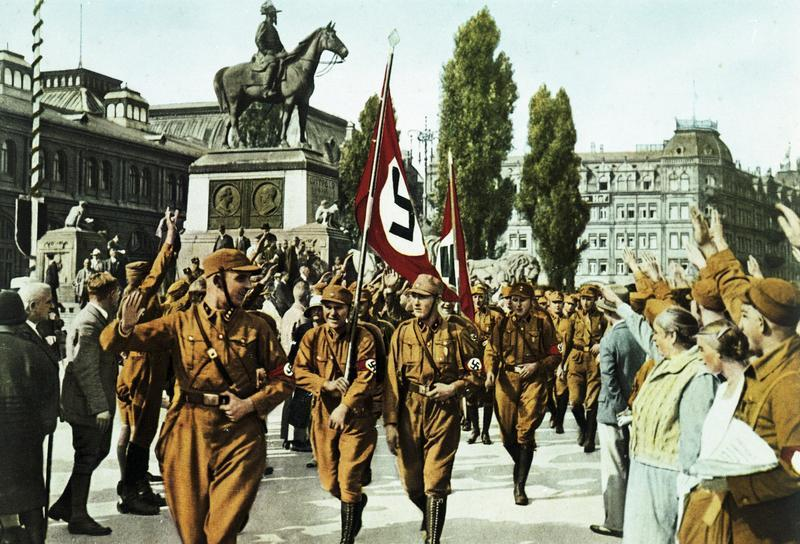
Хорст Вессель во главе своего отряда СА в Нюрнберге, 1929 год

В северо-восточных провинциях Пруссии большим влиянием пользовалась преемница Немецкой консервативной партии Немецкая национальная народная партия (НННП), выступавшая против парламентаризма за установление сильной единоличной власти, однако действовавшая парламентскими методами. Имела боевую организацию — «Стальной шлем», сочувствующие позиции к партии занимали существовавшие в ранние периоды республики «Добровольческие корпуса». Последние в 1920 году предприняли попытку свергнуть власть Рейхстага (Капповский путч) закончившуюся неудачей. Нишу основанной в 1889 году другой правой — Немецкой социальной партии заняла Немецкая рабочая партия, переименованная позднее в Национал-социалистическую немецкую рабочую партию (НСДАП), также выступавшая против парламентаризма и за установление сильной единоличной власти. Влиятельными подразделениями партии являлись штурмовые отряды (СА). 8 ноября 1923 года в Баварии СА попытались свергнуть власть Баварского ландтага (так называемый Пивной путч), но потерпели неудачу.
30 декабря 1918 года от НСДПГ откололась Коммунистическая партия Германии (КПГ), выступавшая за замену парламентаризма системой рабочих советов. Это была авангардистская партия, объединявшая сравнительно небольшую прослойку рабочего класса, строившаяся на основе производственных ячеек, следовательно основным методом её политического действия была организация забастовок, рабочих демонстраций, а в конечном счёте и рабочих восстаний. В марте 1921 года произошли вооружённые выступления коммунистов в Средней Германии. Руководство Коминтерна приняло решение осуществить вооружённое восстание с целью захвата власти немецкими коммунистами. Очередная попытка захвата власти со стороны КПГ были предпринята в октябре-ноябре 1923 года, но была предотвращена в результате действий правительства. Только коммунисты Гамбурга 23 октября совершили попытку овладеть городом. Их восстание было подавлено войсками. 
Работавший в первой половине 1920-х годов в Мюнхене американский дипломат Роберт Мёрфи в своих мемуарах писал: «Самое ужасное, что мне довелось наблюдать, пока я находился в Мюнхене, была безудержная инфляция, пожравшая сбережения нескольких поколений самых достойных и обеспеченных людей и повергнувшая миллионы граждан в состояние безысходного отчаяния. Эта инфляция, по моему мнению, больше, чем что-либо другое, способствовала приходу гитлеризма».
Основной проблемой КПГ в первые годы её существования оставалось отсутствие широкой поддержки, однако у партии были возможности расширять её, прежде всего прокоммунистические массовые организации в которые принимались не только коммунисты, но и сочувствующие коммунистам по отдельным вопросам члены демократических партий. Самым крупным из таких массовых организаций стала коммунистическая боевая организация — «Союз красных фронтовиков». В декабре 1920 года часть членов НСДПГ вступили в КПГ, 24 сентября 1922 года другая часть НСДПГ примкнула к СДПГ значительно пополнив ряды её левого крыла, что дало возможность осенью следующего года в Саксонии и Тюрингии образовать коалиционные кабинеты из СДПГ и КПГ, однако очень быстро они были смещены посредством имперской экзекуции.
В период с 1919 по 1922 год было совершено не менее 354 политически мотивированных убийств правыми экстремистами, в основном членами фрайкоров, и не менее 22 убийств левыми экстремистами. По сравнению с убийствами, совершёнными правыми, убийства, совершённые левыми, подвергались уголовному преследованию гораздо чаще и влекли за собой значительно более суровые наказания: 10 казней, 3 пожизненных заключения и 249 лет тюремного заключения в общей сложности у левых в сравнении с одним пожизненным заключением и 90 годами тюремного заключения у правых. Это связано со спецификой юридической системы Веймарской республики, так как большинство судей остались со времен кайзеровской эпохи, отличались консерватизмом и придерживались правых взглядов.

### Золотые двадцатые (1924—1929)
Во время первомайской демонстрации в 1929 году, проведённой КПГ вопреки запрету на массовые мероприятия, полиция Берлина начала стрелять по демонстрантам, убив 33 человека и ранив более 200. Эти события стали известны под названием «блутмай» («кровавый май»).

### Кризис и агония Веймарской республики (1929—1933)
В 1930 году Веймарская коалиция распадается, страной руководят кабинеты министров, назначаемые рейхспрезидентом без учёта мнения парламента. НДП объединилась с популистским «Младогерманским орденом», при этом большая часть рядовых членов НДП образовали Радикально-демократическую партию. На фоне разочарования в партийном руководстве избиратели, раннее голосовавшие за демократические партии, начинают голосовать за НСДАП. В 1931 году правые силы Германии объединились в Гарцбургский фронт. НСДАП после выборов в рейхстаг 31 июля 1932 года стала самой крупной партией в парламенте. Верхушка ПЦ начала сближаться с НСДАП, что привело к попыткам образования коалиции с НСДАП в Пруссии и на федеральном уровне и критике партийного руководства внутри самой ПЦ. 28 января 1933 года рейхсканцлер Курт фон Шлейхер заявил о своей отставке.

## Нацистская Германия (Германская Империя, Великогерманская Империя) 1933—1945
30 января 1933 года Адольф Гитлер стал рейхсканцлером. Это событие обозначило конец Веймарской республики.

Великогерманский рейх и его территориальная экспансия в Европе, 1938—1943

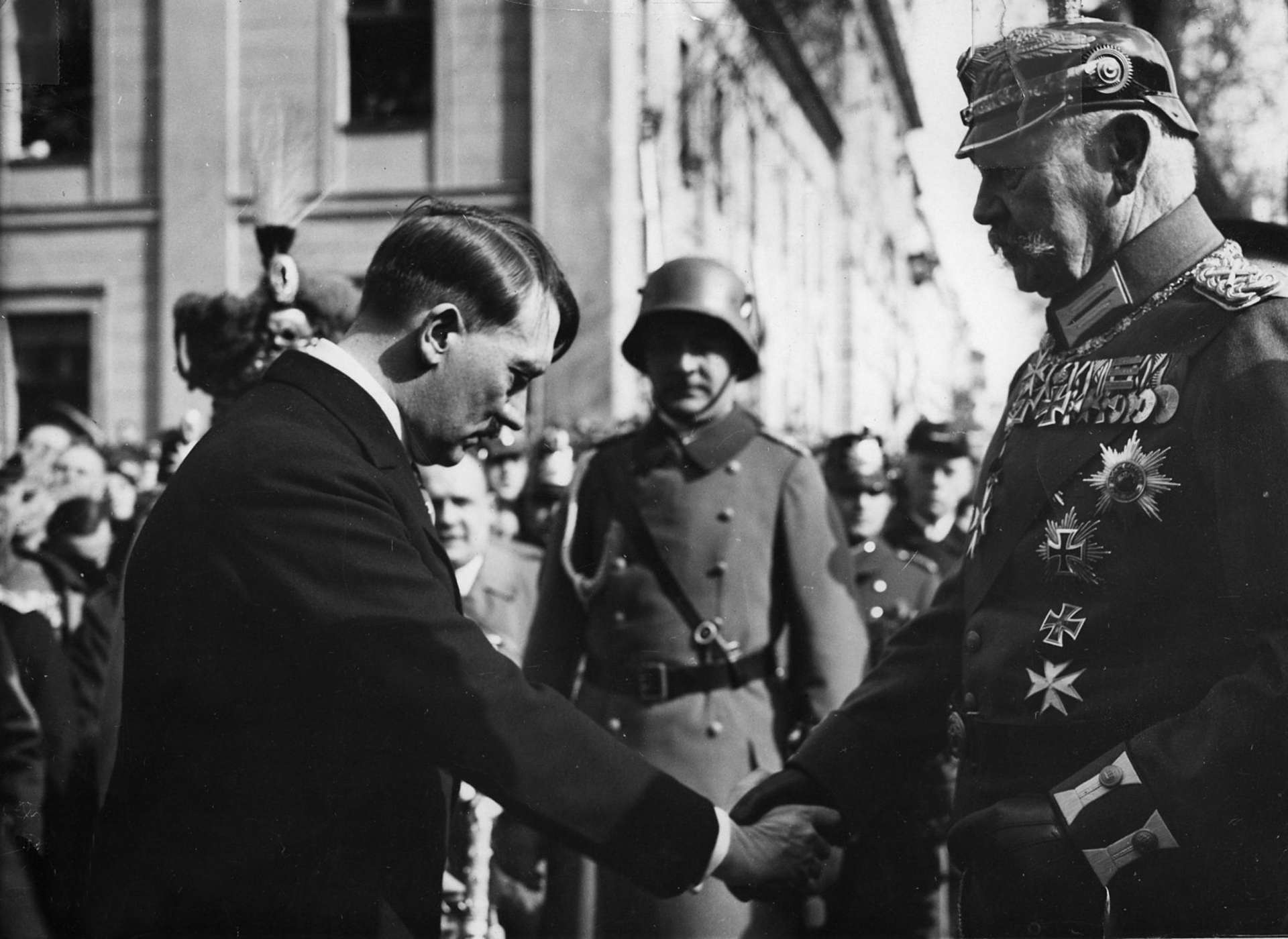
«День Потсдама» (21 марта 1933 года). Поклон Адольфа Гитлера призван продемонстрировать покорность рейхсканцлера рейхспрезиденту Паулю фон Гинденбургу.

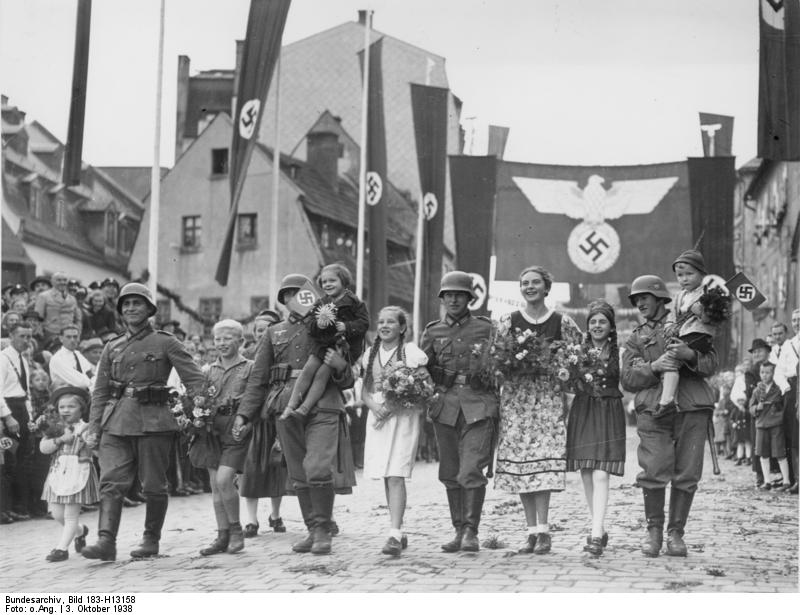
Народное гулянье в связи с присоединением Судетской области к Германскому Рейху
(3 октября 1938 года, город Аш)

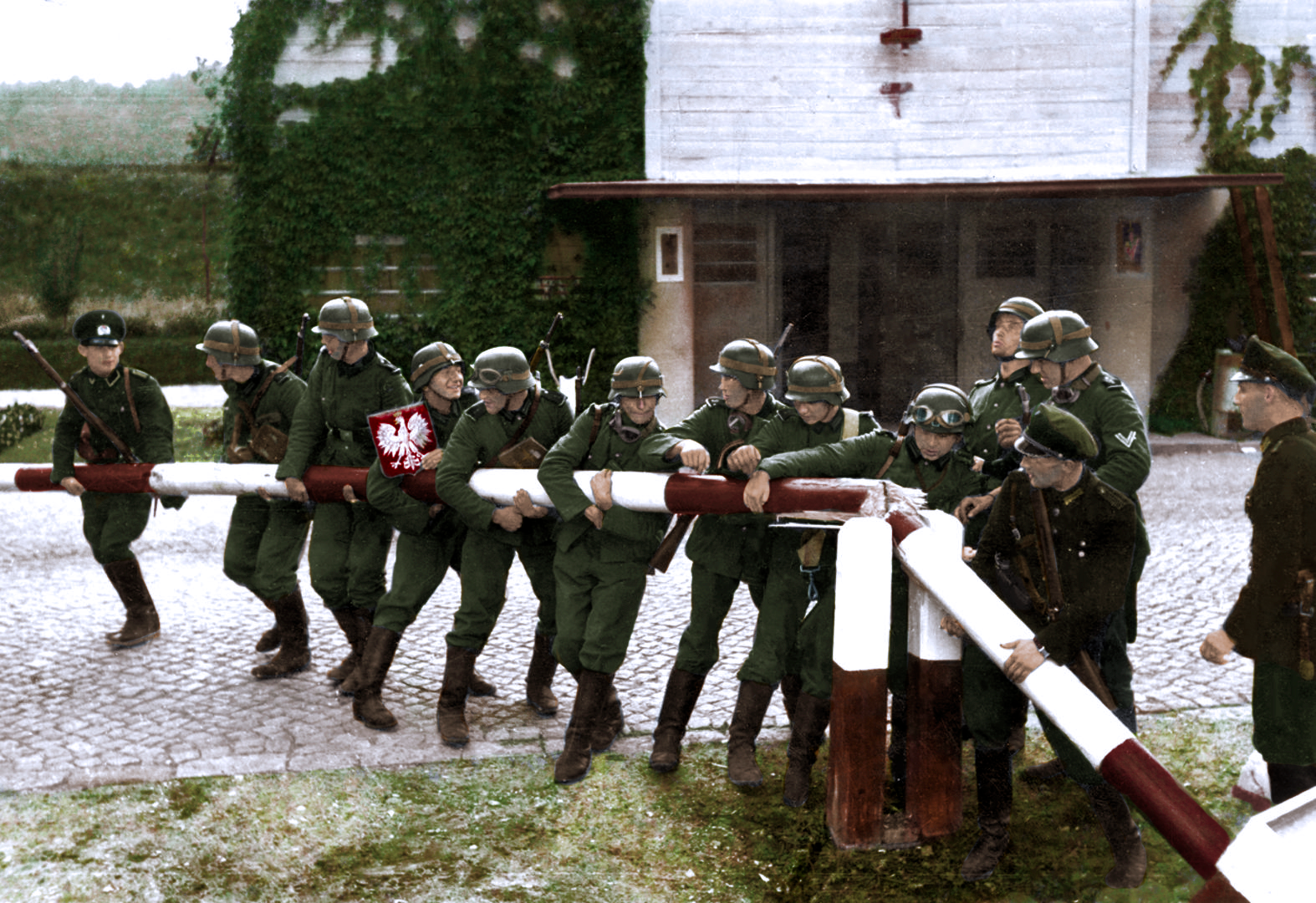
Немецкие солдаты и Landespolizisten (пограничная полиция) Вольного города Данциг убирают польский пограничный переход в Сопоте, 1 сентября 1939

Национал-социалистическое государство, контролировавшее Германию, называлось Третий рейх. 1 февраля 1933 года Рейхстаг был распущен, были назначены перевыборы. Президентский декрет от 4 февраля 1933 года стал основанием для запрета оппозиционных газет и публичных выступлений. Использовав как повод поджог Рейхстага, были проведены массовые аресты коммунистов, обвинённых в поджоге и дестабилизации ситуации в стране. Ввиду нехватки мест в тюрьмах, были созданы концентрационные лагеря.
На выборах в Рейхстаг (5 марта 1933 г.) победила НСДАП. Голоса, поданные за коммунистов, были аннулированы. Новый Рейхстаг на своём первом заседании 23 марта задним числом одобрил чрезвычайные полномочия Гитлера.
Все партии, кроме национал-социалистической, были ликвидированы. Однако, активисты "правых" партий не только не были арестованы, но многие из них вошли в состав НСДАП. Профсоюзы были распущены, на их месте были созданы новые, полностью подконтрольные правительству. Забастовки были запрещены, предприниматели были объявлены фюрерами предприятий. Вскоре была введена обязательная трудовая повинность.
30 июня 1934 года. по приказу Гитлера была проведена операция «Колибри» («Ночь длинных ножей»), которая позволила предотвратить готовившийся путч Эрнста Рёма и находящихся под его руководством штурмовых отрядов СА, многие руководители СА были арестованы.
Благодаря окончанию Великой депрессии, уничтожению всякой оппозиции и критики, ликвидации безработицы, пропаганде, игравшей на национальных чувствах, а позднее и крупным территориальным приобретениям (бескровные победы во внешней политике до Второй мировой войны и последующие быстрые военные успехи в Европе), Гитлер значительно увеличил свою популярность среди электората и в конечном итоге стал центральной фигурой во всей Германии. Кроме того, он добился не только решении многих экономических проблем, но и крупных успехов в немецкой экономике — в частности, Германия вышла на первое место в мире по производству стали и алюминия.
Не забывали в Рейхе и о немцах живущих за пределами Германии, в рамках принятой национал-социалистической концепции «кровь превыше земли» — была организована масштабная кампания по возвращению всех заграничных немцев (фольксдойче) на родину. В 1933—1934 годах в Германии была развернута широкая кампания всевозможной помощи советским немцам во время голода разразившегося в СССР, путём сбора и отправки в Советский Союз продуктовых наборов и денег.
В 1935 году, после проведённого плебисцита, Саар был возвращён под управление Германии.
В 1936 году в Германии состоялись Зимние Олимпийские игры прошедшие в Гармиш-Партенкирхене, и Летние Олимпийские игры которые прошли в Берлине. В том же 1936 году был заключён Антикоминтерновский пакт между Германией и Японией. В 1937 году к нему присоединилась Италия, в 1939 году — Венгрия, Манчжоу-Го и Испания.
9 ноября 1938 года был организован еврейский погром известный под названием «Хрустальная ночь». Начиная с этого времени в Германии начались массовые преследования и аресты евреев. Часть интеллигенции, в основном еврейской национальности, приняла решение эмигрировать за границу.
В марте 1938 года к Германии была присоединена Австрия, в октябре — Судетская область Чехословакии, а в марте 1939 года после оккупации всей Чехии, на её территории был создан Протекторат Богемии и Моравии.

### Вторая мировая война (1939—1945)
Причинами и предпосылками Второй мировой войны, является длинная цепь событийных перипетий, политических хитросплетений и взаимоотношений великих держав мира того времени. В итоге, под предлогом нарушения Польшей границ и якобы устроенного поляками нападения на радиостанцию Глейвиц, 1 сентября 1939 года войскам германского Вермахта был отдан приказ перейти польскую границу. В тот же день военные действия против Польши на стороне Германии начала Словакия. 3 сентября Великобритания и Франция в соответствии с принятыми ими в отношении Польши обязательствами объявили войну Германии. Им последовали страны Британского содружества наций — Австралия, Новая Зеландия, Канада, Южная Африка и Индия. В тот же день президент США провозгласил нейтралитет своей страны в данном европейском конфликте. 17 сентября с востока, под предлогом защиты коренного населения Западной Украины и Западной Белоруссии (в соответствии с заключённым ранее между Германией и СССР Секретным протоколом о разграничении сфер влияния в Европе), в пределы Польши вторглись войска СССР. Началась Вторая мировая война.
К июню 1941 года Германия в Западной Европе оккупировала Австрию, Чехию, Данию, Норвегию, Бельгию, Нидерланды, Люксембург, западные территории разделённой Польши, а также нанесла поражение Франции оккупировав часть её территории. Германии удалось кардинально изменить стратегическую ситуацию в Европе, вывести из войны Францию и изгнать с континента британскую армию. Однако в течение последующей битвы за Англию немецкой авиации не удалось достичь господства в воздухе, необходимого для проведения десантной операции на Британские острова. Весной 1941 года Германия была вынуждена оккупировать Югославию ввиду произошедшего там государственного переворота и срочно спасать положение своих итальянских союзников в Греции — по сути, эти вынужденные военные операции на Балканах примерно на два месяца отсрочили планируемое вторжение в СССР вооружённых сил европейской коалиции стран «оси», в которую к июню 1941 года, помимо Германии, входили: Италия, Венгрия, Румыния, Болгария, Словакия, Хорватия и Финляндия. Тем самым, эти два месяца отсрочки осуществления операции «Барбаросса» оказались совершенно спасительными для СССР — дата нападения на Советский Союз была перенесена на 22 июня 1941 года.
22 июня 1941 года немецкие войска перешли границу Советского Союза и к декабрю 1941 года заняли значительную часть его европейской территории. Спасая положение своих итальянских союзников в Африке, немецкий экспедиционные силы появились и на африканском континенте, а в декабре 1941 Германия и США объявили войну друг другу — пожар Второй мировой войны продолжал разгораться принимая всё более неопределённый и затяжной характер.
Уже с самого начала войны в Германии ощущалась и всё более росла нехватка рабочей силы. На всех оккупированных территориях велась вербовка вольнонаёмных рабочих для работы в Германии. Ввиду того, что в итоге война приняла затяжной характер, на европейских и славянских территориях стал осуществляться принудительный набор рабочих, так называемых фремдарбайтеров, цвангсарбайтеров, цивильарбайтеров и остарбайтеров.
На территории Германии и некоторых оккупированных территориях росло число концентрационных лагерей, лагерей смерти и лагерей военнопленных. На оккупированных восточных территориях в связи с затяжным характером войны и ростом партизанского и освободительного движения, был установлен режим тотального террора и устрашения населения. Постепенно, в связи с затяжной войной, ужесточение режима в оккупированных странах Европы привело к тому, что освободительные движения сопротивления и партизанская война стали разворачиваться и там, приобретая всё большие масштабы.

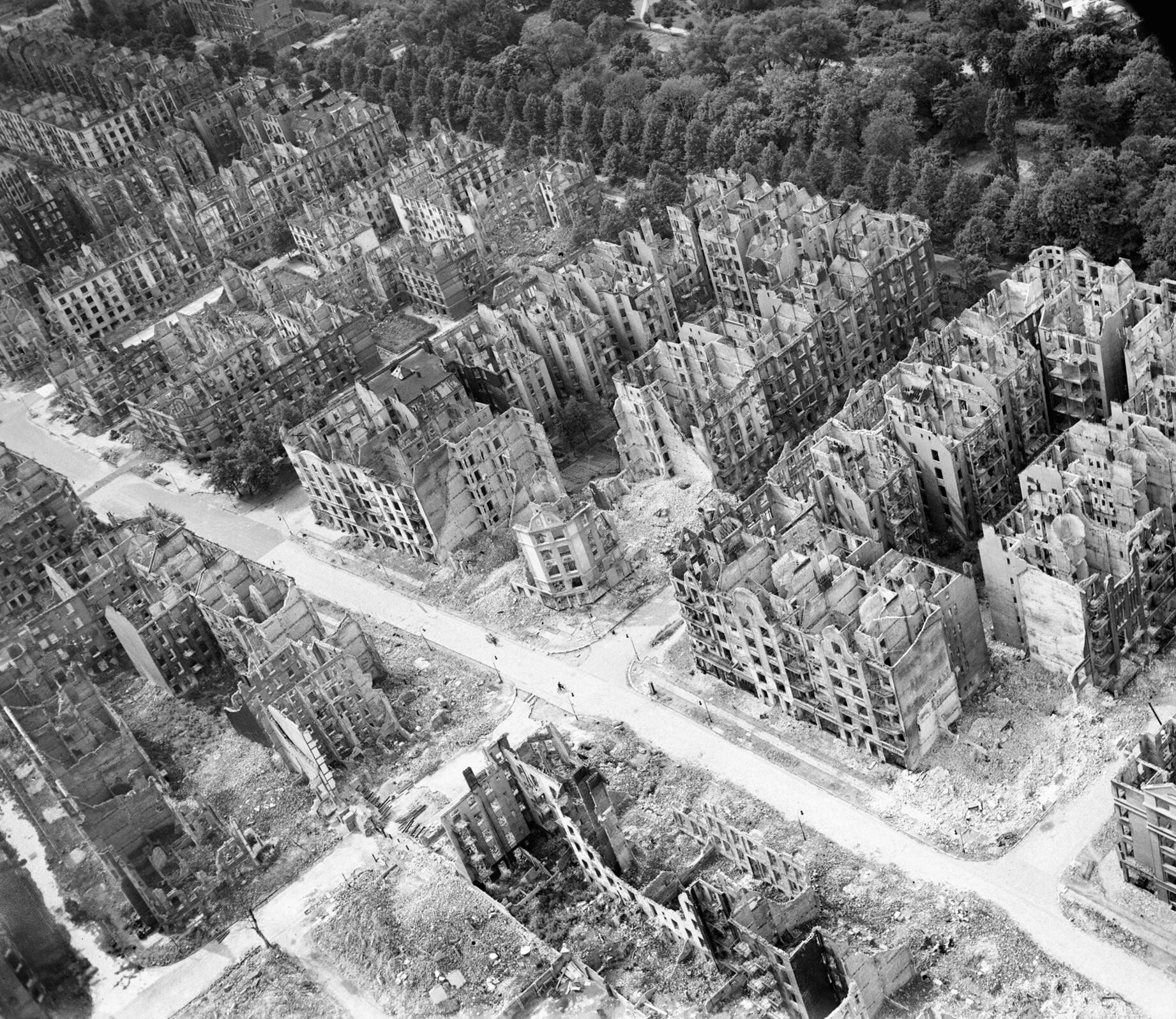
Гамбург после бомбардировок в июле и августе 1943 года. Фотография из книги Мартина Миддлбрука Битва за Гамбург

В государственном аппарате Германии с начала войны стал распространяться управленческий хаос, вызванный бюрократизацией государственного аппарата, усиливающейся по мере захвата новых территорий, необходимости организации управления ими и постоянно усложняющейся военной обстановкой, когда в итоге Германия вступила в военное противоборство с тремя мощнейшими экономическими державами мира (Великобритания, США, СССР) обладавшими не только огромными географическими размерами территорий, учитывая как метрополии, так и колониальные владения, протектораты и доминионы, но и значительными людскими ресурсами, и экономическими ресурсами полезных ископаемых, которые имелись на этих территориях. Главная ставка на возможную победу над противником делалась Германией именно на скоротечный победоносный блицкриг, затяжная война на истощение становилась большой проблемой для экономики Германии, несмотря на то, что темпы экономических мощностей и производство всех видов вооружений к концу войны постоянно только возрастали (пик их был именно в 1944 году), и несмотря на самые передовые научные достижения, и самые совершенные типы вооружений созданные Германией в сравнении со своими противниками, как в стрелковом оружии, как в танках, как в военно-морских технологиях (особенно в подводном флоте), как в авиации (в том числе и реактивной), так и заканчивая совершенно революционным военным ракетостроением, которое вот-вот могло объединить свои достижения с разработками в немецком атомном проекте.
Летом 1943 года итало-германские войска потерпели окончательное поражение в Африке и остатки их были вынуждены капитулировать в Тунисе, после чего англо-американские войска высадились на итальянских островах и в материковой Италии. А через год, 6 июня 1944 года, англо-американские силы высадились в Нормандии, открыв полноценный Второй фронт против Германии в Европе. После этого, 20 июля 1944 года рядом немецких высших офицеров была предпринята неудачная попытка антигитлеровского переворота с покушением на жизнь Гитлера — заговор потерпел поражение и многие его участники были арестованы и казнены.
В 1944 году нехватка продуктов питания стала ощущаться и гражданами Германии. Авиация стран антигитлеровской коалиции бомбила города. Почти полностью были разрушены Гамбург и Дрезден. Из-за больших потерь личного состава вооружённых сил Германии в октябре 1944 года было создано ополчение фольксштурма, для мобилизации всего мужского населения в возрасте от 16 до 60 лет, не состоящего на военной службе. Стали формироваться отряды вервольфа для будущей партизанско-диверсионной деятельности в случае оккупации территории Рейха войсками противника.
7 марта 1945 года армия США заняла Кёльн, 29 марта — Франкфурт-на-Майне, 9 апреля — вооружённые силы СССР |взяли Кёнигсберг, 21 апреля 1945 года части Сражающейся Франции заняли Штутгарт, 30 апреля 1945 года армия США заняла Мюнхен, 2 мая 1945 года армия СССР заняла Берлин. За два дня до этого (30 апреля) Гитлер покончил с собой, во Фленсбурге по его завещанию было создано новое германское правительство. 3 мая 1945 года британская армия заняла Гамбург, 6 мая вооружённые силы СССР заняли Бреслау. 8 мая 1945 года был подписан акт о капитуляции вооружённых сил Германии перед странами антигитлеровской коалиции.
23 мая 1945 года Фленсбургское правительство Карла Дёница было арестовано англо-американской оккупационной администрацией, тем самым было прекращено юридическое существование Великогерманского рейха.

## Разделённая Германия (1945—1990)

### Оккупация Германии (1945—1949)

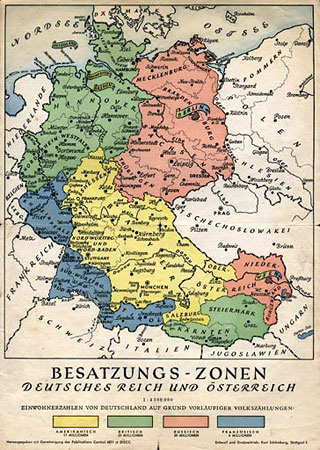
Разделение Германии (и Австрии) на зоны оккупации после Второй мировой войны

После того, как Германия в мае 1945 года потерпела поражение во Второй мировой войне, она была оккупирована войсками СССР, Франции, США и Великобритании. Действовавший состав Имперского правительства во главе с нацистом Шверином фон Крозигом 23 мая 1945 года был арестован и его функции перешли к Межсоюзническому контрольному совету (Alliierter Kontrollrat). Территория Германии была разделена на 4 оккупационные зоны: советскую (Мекленбург, Бранденбург, Тюрингия), британскую (Нижняя Саксония, Северный Рейн-Вестфалия, Гамбург, Шлезвиг-Гольштейн), американскую (Бавария, Гессен, Бремен, Вюртемберг-Гогенцоллерн) и французскую (Баден, Рейнланд-Пфальц, Вюртемберг-Баден), управление оккупационными зонами осуществлялось зональными военными администрациями, на которых ложились основные властные полномочия. Время создания этого временного правительства и назначение общегерманских парламентских выборов не было определено. Берлин, хоть и находился на территории Советской зоны, но как город, в котором располагался Союзнический контрольный совет, был выделен в особую единицу, управляемую Межсоюзнической комендатурой (Alliierte Kommandantur).

Мирное время сразу после окончания Второй мировой войны. 1945 год

Сразу после оккупации во всех оккупационных зонах, кроме советской, был объявлен «политический карантин» — запрещались все политические партии, которых кроме НСДАП ещё не существовало, поэтому запрещены были только НСДАП и антифашистские комитеты, в советской зоне оккупации — только НСДАП.
10 июня 1945 года в советской зоне оккупации, а осенью в прочих зонах, были разрешены политические партии и профессиональные союзы, в результате чего были восстановлены довоенные немецкие партии — КПГ, СДПГ, НДП и ПЦ и профцентр — Союз свободных немецких профсоюзов (ССНП). Однако вскоре партийная верхушка НДП совместно с бывшими членам ННП создают Свободную демократическую партию Германии (СвДП) (в Советской зоне оккупации — Либерально-демократическую партию (ЛДП)), а партийная верхушка ПЦ совместно с бывшими членами НННП создают Христианско-демократический союз (ХДС), в результате чего НДП и ПЦ маргинализируются.
В советской зоне оккупации предпринимается попытка воссоздать подобие Веймарской коалиции, что приводит к созданию «Демократического блока», в который вошли КПГ, СДПГ, ЛДП, восточногерманский ХДС, руководящий орган которого формировался на основе паритета всех входящих в блок партий. Аналогичные блоки были созданы и на земельном уровне, на паритетной основе этих партий были образованы временные земельные собрания, в которые вошли также представители некоторых общественных организаций. В этом же году возникла и межпартийная молодёжная организация всех четырёх партий — «Свободная германская молодёжь» (Freie Deutsche Jugend).
В апреле 1946 года СДПГ и КПГ в Советской зоне оккупации объединяются в Социалистическую единую партию Германии (СЕПГ), руководящие органы которой формировались на основе паритета бывших коммунистов и социал-демократов. СДПГ трёх остальных зон от такого объединения отказались, организациями СЕПГ этих зон стали организации КПГ. В 1946—1947 гг. воссоздаются выборные населением земельные и районные собрания, общинные советы (или общинные представительства), причём на выборах в них в Советской зоне оккупации, в которых КПГ и СДПГ были объединены в СЕПГ, СЕПГ получила большинство, в остальных большинство получали либо СДПГ либо ХДС. СССР также настаивал на проведение выборов в Немецкое национальное собрание, но это решение было отклонено.
Ещё в октябре 1946 года представители США ставили вопрос о создании общегерманских административных департаментов (протоминистерства) предусмотренных Потсдамскими соглашениями, против чего выступила Франция, тогда в ноябре 1945 года США предложили создать тризональные административные департаменты, однако СССР на это не согласился. 25 мая 1946 года США вновь это потребовали от СССР, и в ответ на отказ прекратили поставку военного оборудования в счёт репараций, в ответ на последнее СССР прекратил поставку сырья из своей зоны.
В сентябре 1946 года был создан общие административный совет и административные департаменты для американской и британской зон. Данные органы показали свою неэффективность из-за слабой скоординированности действий между ними, поэтому 29 мая 1947 года был создан Экономический совет объединённой экономики (Wirtschaftsrat des Vereinigten Wirtschaftsgebietes), избираемый ландтагами и Совет Земель (Länderrat) избираемый земельными правительствами, ставшие вместе по сути временным парламентом этих зон и Административный Совет (Verwaltungsrat), формируемый Экономическим Советом, большинство в этих органах получила ХДС западных зон, а также Германский высший суд объединённого экономического союза (Deutsches Obergericht für das Vereinigte Wirtschaftsgebiet), таким образом возник неизбираемый на прямых выборах квазипарламент.
Этот шаг частью общества был расценен как попытку подменить экономическим советом парламент и перенесением парламентских выборов на более отдалённое время. Это мнение разделялось и советской оккупационной администрацией, поэтому одна из партий Советской зоны оккупации (СЕПГ) выступила с инициативой всем депутатам всех ландтагов (поскольку последние были избраны напрямую народом) образовать общегерманский протопарламент. Данный протопарламент начал работу 6 декабря 1947 года и получил название Немецкий народный конгресс (Deutscher Volkskongress). В него вошли практически все представители ландтагов советской зоны оккупации и 650 депутатов от прочих зон (всего в конгресс вошло 2215 депутатов). Для представления интересов Германии народный конгресс назначил делегацию из 17 человек на Лондонскую сессию совета министров иностранных дел, проходившей с 25 ноября по 15 декабря 1947 года, на которой должна быть решена дальнейшая судьба Германии, однако она на конференцию допущена не была.
Сама сессия закончилась провалом, и 23 февраля 1948 года Великобритания, Франция и США, пригласив также представителей от Бельгии, Люксембурга и Нидерландов, собрались на совещание на котором было принято решение о создании Парламентского Совета (Parlamentarischer Rat), орган избираемый ландтагами для принятия конституции.
3 июня 1948 года в результате объединения французской зоны оккупации Германии с Бизонией, ранее (со 2 декабря 1946 года) объединившей американскую и британскую зоны оккупации Германии, была создана Тризония.

Берлинцы наблюдают за посадкой «изюмного бомбардировщика». 1948 год.

После проведения союзниками в своей оккупационной зоне 20 июня 1948 денежной реформы (замена старой обесценившейся рейхсмарки на новую марку), советские оккупационные власти в свою очередь 23 июня 1948 провели аналогичную свою денежную реформу в Восточной зоне. Так как экономические идеологии стран-победительниц кардинально расходились, советские оккупационные власти закрыли границы, полностью блокировав тем самым и Западный Берлин, находившийся внутри зоны советской оккупации. Западными союзниками был организован воздушный мост, по которому американская и британская транспортная авиация снабжала население города. Блокада Западного Берлина продолжалась год.
На встрече министр-президентов одиннадцати земель западной зоны оккупации, состоявшейся с 8 по 10 июля 1948 года в Кобленце, было решено не создавать на территории Тризонии полноценного государства, которое могло бы окончательно закрепить раздел Германии. Вместо этого было принято решение о создании временной государственной единицы, которая ни в коем случае не должна была иметь характер государства. По этой причине было решено вместо конституции (нем. Verfassung) принять основной закон (нем. Grundgesetz), который бы обеспечивал единообразное управление западных зон оккупации, а вместо Конституционного собрания созвать Парламентский совет. По этой же причине принципиально отвергалось проведение голосования по утверждению закона на всенародном референдуме. Хотя западные оккупационные державы с самого начала выступали за принятие полноценной конституции путём референдума, министр-президенты смогли отстоять свою точку зрения.
Парламентский совет начал работу 1 сентября 1948 года в Бонне. Это решение не было признано со стороны СССР и представитель от СССР вышел из Контрольного совета.
Сразу с момента начала работы Немецкого народного конгресса начали самоорганизовываться комитеты за единство и справедливый мир, сначала на уровне кантонов, позже проводя районные и земельные народные конгрессы за единство и справедливый мир, также на уровне районов и земель стали создаваться такие комитеты. 17 марта 1948 года земельные конгрессы за единство и справедливый мир избрали делегатов на германский конгресс за единство и справедливый мир, который провозгласил себя II Немецким народным конгрессом и основал Народное движение за единство и справедливый мир (Volksbewegung für Einheit und gerechten Frieden, НДЕСМ). Был избран координационный орган движения — Немецкий народный совет, председателем которого стал председатель СЕПГ — Вильгельм Пик, и Конституционный комитет (Verfassungsausschuss) который получил от движения необходимые ресурсы для проведения всенародного обсуждения проекта Конституции, председателем этого комитета стал другой председатель СЕПГ — Отто Гротеволь. Немецкий народный совет назначил на 15-16 мая одновременно с праймериз делегатов III съезда НДЕСМ консультативный референдум о единстве Германии, на котором 66 процентов высказалось за единство (голосование по обоим вопросам шло одним бюллетенем).

### Федеративная Республика Германии (1949—1990)
8 мая 1949 года Парламентский совет направил свой проект конституции — «Основной закон Федеративной Республики Германия» на ратификацию ландтагами. Этот основной закон учреждал бундесрат (Bundesrat), бундестаг (Bundestag) в качестве законодательных органов, должность федерального президента в качестве главы государства и Федеральное правительство в качестве исполнительного органа. 12 мая этот проект был одобрен тремя оккупационными администрациями. К 23 мая все земли западных зон кроме Баварии ратифицировали боннский проект конституции, и 23 мая Основной закон ФРГ вступил в силу на территории этих зон.
На выборах в бундестаг 14 августа 1949 г. ХДС и его баварский союзник Христианско-социальный союз (ХСС) заняли первое место, СДПГ — второе, СвДП — третье. ХДС, ХСС, СвДП и Немецкая партия образовали между собой коалицию, правительство возглавил христианский демократ Конрад Аденауэр, которого в 1963 году сменил бывший министр экономики Людвиг Эрхард, а его в 1966 году бывший премьер-министр Баден-Вюртемберга Курт Кизингер.
В 1949 году было основано Объединение немецких профсоюзов.

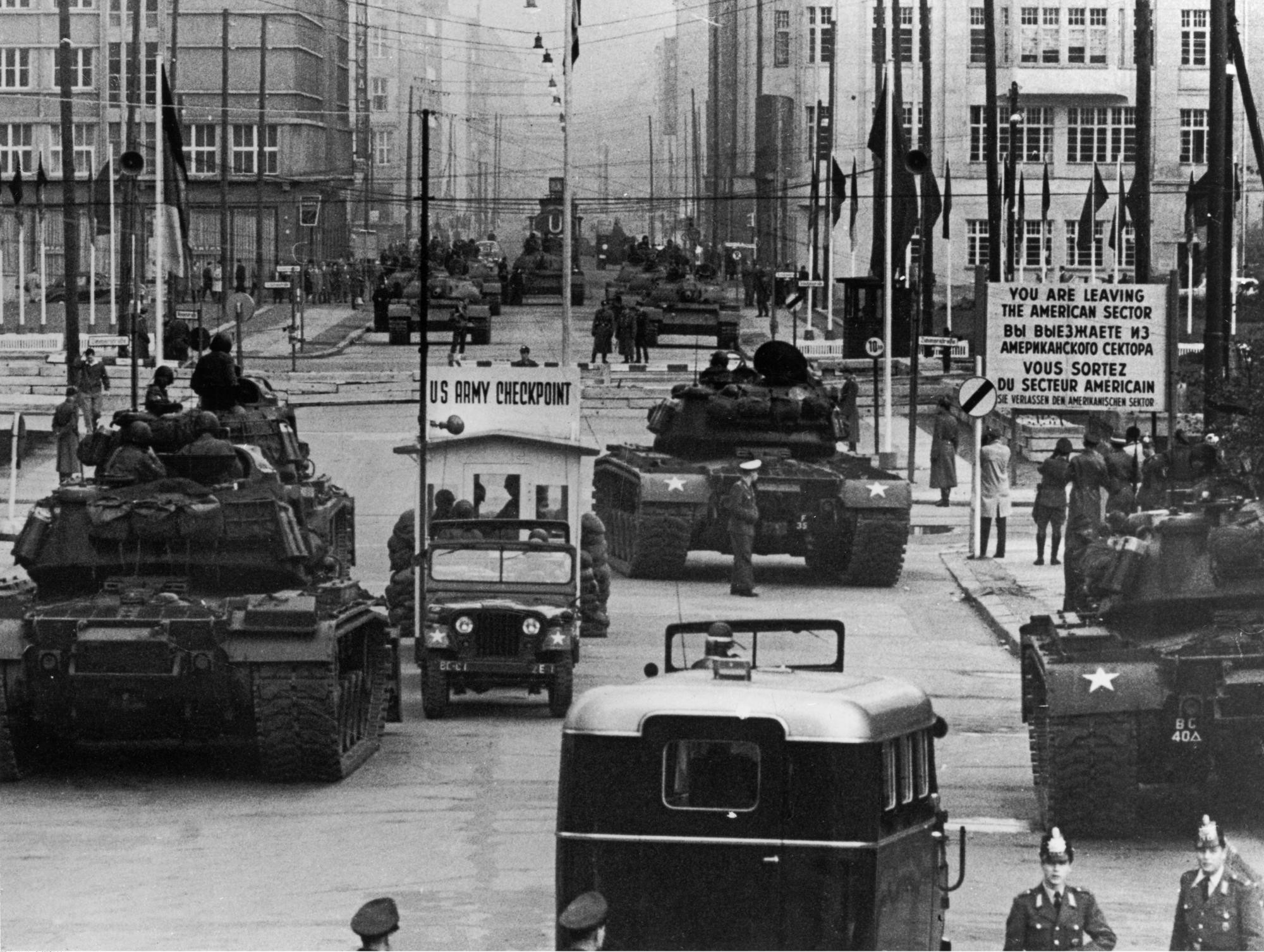
Танковое противостояние у КПП «Чарли», октябрь 1961 года

27 октября 1950 года депутат ХДС Теодор Бланк был назначен «уполномоченным федерального правительства по вопросам, связанным с усилением союзнических оккупационных войск». В задачу ведомства Бланка входила разработка структуры будущей западногерманской армии, мобилизационных и оперативных планов. В ответ на это СЕПГ и КПГ объявили о проведении консультативного референдума о милитаризации и заключении мирного договора, на котором большинство высказалось против милитаризации и за заключение мирного договора. 10 марта 1952 года правительство СССР предложило начать разработку мирного договора с Германией. СССР готов был согласиться на объединение страны, допустить существование немецкой армии, военной промышленности и свободной деятельности демократических партий и организаций, но при условии неучастия Германии в военных блоках. В 1952 году между США, Великобританией и Федеральным Правительством были подписаны Общий договор и Парижские соглашения, согласно которым за США и Великобританией оставлялось право держать на территории Германии войска, предусматривалось создание Европейского оборонительного сообщества. СЕПГ и КПГ в 1954 году вынесли вопрос о Европейском оборонительном сообществе на консультативный референдум, на котором большинство высказались против него.
В 1954 году Общий договор был отклонён французским парламентом, и создания Европейского оборонительного сообщества не состоялось. Но в том же году в Париже были подписаны соглашения, по которым на территории ФРГ был отменён оккупационный режим и был восстановлен её государственный суверенитет. В 1955 году был создан Бундесвер, ФРГ приняли в НАТО. В том же году были установлены дипломатические отношения между СССР и ФРГ, после чего берлинское правительство отказалось от претензий на общегерманский статус.
В 1956 году в ФРГ была запрещена КПГ. В 1957 году была предпринята попытка создать конфедерацию ГДР и ФРГ с Государственным Советом в качестве координационного органа, эта попытка была поддержана как правительством ГДР так и СДПГ в ФРГ, но правящий на тот момент ХДС выступил фактически против. В 1957 году был введён обязательный призыв в Бундесвер и вступила в силу «Доктрина Хальштейна», которая предусматривала автоматический разрыв дипломатических отношений с любой страной, признавшей ГДР. В ответ на это СССР и ГДР потребовали вывести оккупационные войска из Западного Берлина и превратить его в вольный демилитаризованный город. Данные требования не были выполнены, и в 1961 году граница между Западным и Восточным Берлином была закрыта. Франция пыталась отделить от Германии Саарскую область, но в итоге по Люксембургскому договору 1956 года Саар был воссоединён с ФРГ.

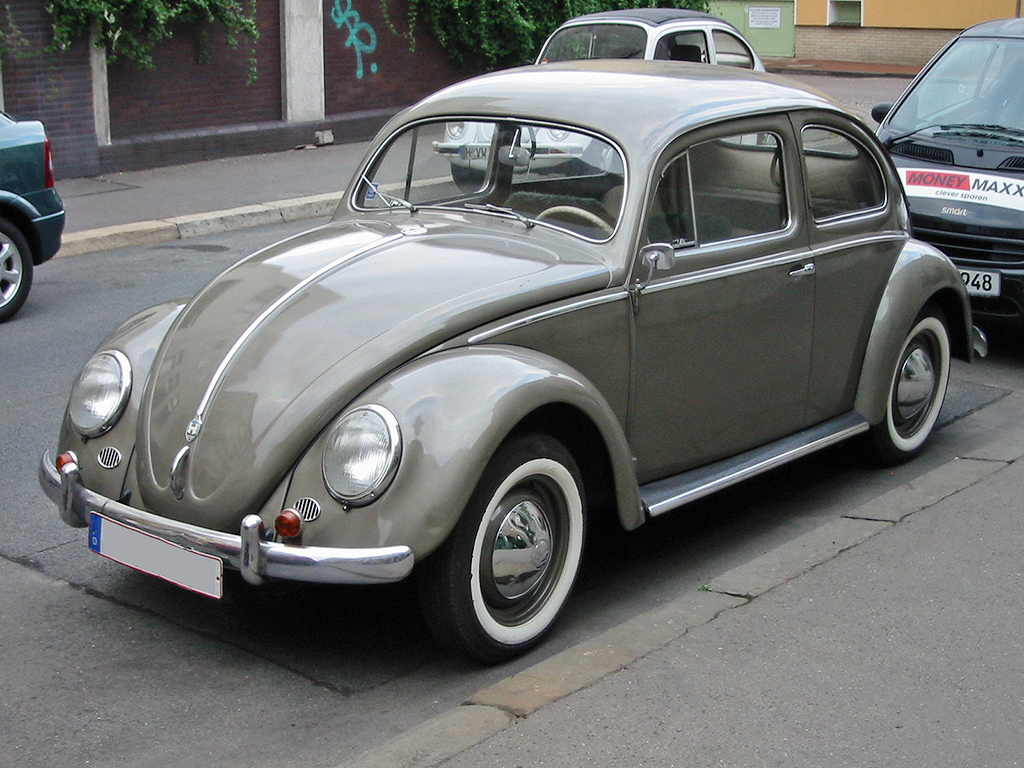
Volkswagen Beetle стал символом немецкого экономического чуда

Для восстановления экономики Германии после Второй мировой войны была разработана концепция социальной рыночной экономики. Благодаря её осуществлению и помощи американцев по плану Маршалла в 1950-х годах был достигнут быстрый рост экономики (немецкое экономическое чудо), продолжавшийся до 1965 года. Для удовлетворения потребности в дешёвой рабочей силе ФРГ поддерживала приток гастарбайтеров, в основном из Турции.
В 1969 году на парламентских выборах победила коалиция СДПГ и СвДП. Правительство возглавил бывший мэр Западного Берлина Вилли Брандт, а после его отставки в результате скандала в 1974 году Гельмут Шмидт, занимавший до этого пост министра финансов. Они признали нерушимость послевоенных границ, ослабили чрезвычайное законодательство, провели ряд социальных реформ.
После выхода СвДП из коалиции с СДПГ, и образования коалиции между ХДС/ХСС и СвДП, правительство возглавил бывший премьер-министр Рейнланд-Пфальца Гельмут Коль.
2 июня 1967 года на демонстрации против визита иранского шаха Мохаммеда Реза Пехлеви в Берлин был убит полицейскими студент Бенно Онезорг. 11 апреля 1968 года лидер студенческого движения Руди Дучке получил смертельно опасное ранение при попытке его убийства. Вслед за этим во многих западногерманских городах прошли демонстрации протеста, часть которых перешла в уличные побоища с полицией. В этих «пасхальных беспорядках» были убиты 2 человека в Мюнхене и около 400 человек по всей стране получили увечья. Покушение на Дучке и события мая 1968 года во Франции усилили начавшуюся радикализацию движения, которое в то же время всё больше стало разделяться на течения. После движения 1968 года Андреас Баадер и Ульрика Майнхоф основали террористическую организацию «Фракция Красной Армии» (нем. Rote Armee Fraktion, RAF).

### Западный Берлин (1945—1990)

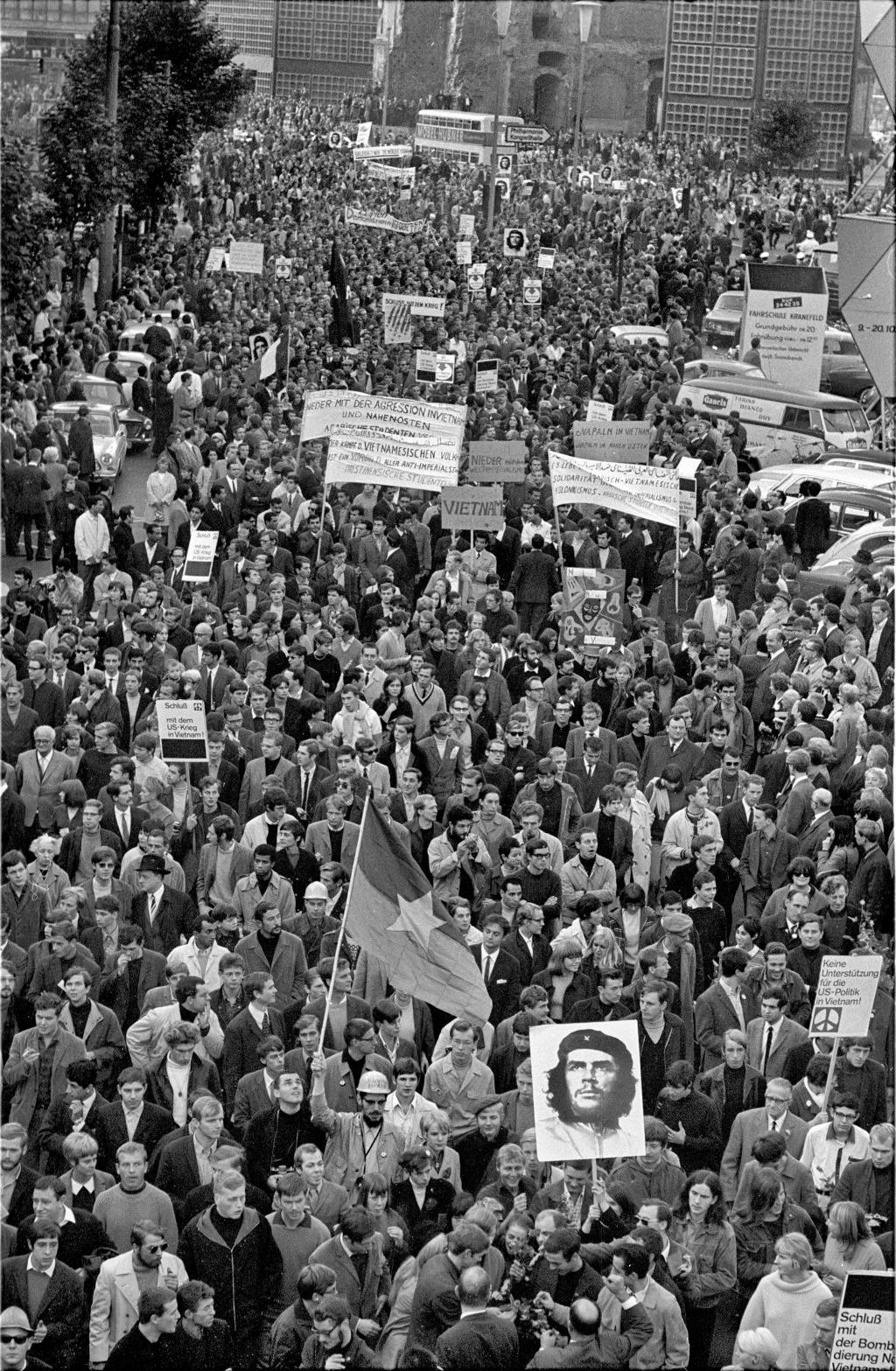
Демонстрация против Вьетнамской войны в Западном Берлине, 1968 год

С 1945 года Берлин был поделён между странами антигитлеровской коалиции на четыре оккупационные зоны. Восточная зона, занятая советскими войсками, стала впоследствии столицей Германской Демократической Республики. В трёх западных зонах контроль осуществляли, соответственно, оккупационные власти США, Великобритании и Франции.
После образования ФРГ и ГДР оба государства заявили о своих притязаниях на суверенитет над Западным Берлином.
С заключением 3 сентября 1971 года Четырёхстороннего соглашения соотношение ФРГ — Западный Берлин — ГДР было поставлено на новую правовую базу. В Западном Берлине оставался оккупационный режим.
В 1990 году Западный Берлин вошёл в состав единой Германии.

### Германская Демократическая Республика (1949—1990)

Германская Демократическая Республика

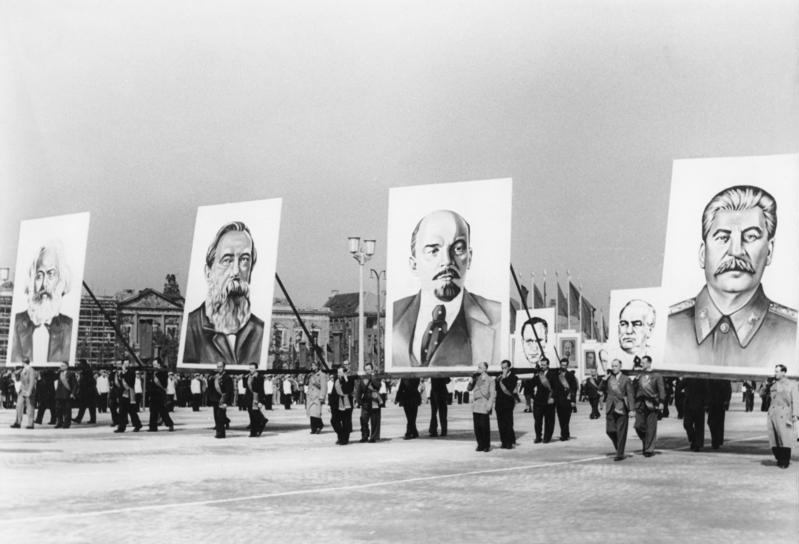
Первомайская демонстрация в Берлине

Съезд НДЕСМ («III Немецкий народный конгресс») проходивший 15—16 мая 1949 года выдвинул свой проект конституции — «Конституция Германской Демократической Республики», этой конституцией были учреждены Палата земель (Länderkammer) и Народная палата в качестве законодательных органов, должность президента в качестве главы государства и правительство в качестве исполнительного органа. При этом в отличие от боннского основного закона, берлинская конституция устанавливала возможность вынесения законов на референдум.
7 октября 1949 года Немецкий народный совет ввёл в действие свой проект конституции, предложенный III Немецким народным конгрессом, провозгласил себя Временной Народной палатой, учредил Временную палату земель и Временное правительство, избрал президента. 12 октября административные функции Германской экономической комиссии были переданы Временному правительству, а 11 ноября 1949 года СМАГ была преобразована в Советскую контрольную комиссию. Конституция и данное решение были признаны советской оккупационной администрацией, и всеми землями советской зоны оккупации. 7 января 1950 года НДЕСМ был реорганизован в Национальный фронт Демократической Германии (НФДГ), в качестве коллективных членов которого вошли все политические партии Советской зоны оккупации, который с этого же года стал выставлять единый и единственный список кандидатов на выборах в восточногерманский парламент, которые прошли 19 октября.
Таким образом на территории Германии стали действовать две конституции, претендовавшие на действие на всей территории Германии, два парламента, два президента и два правительства претендовавшие на обязательность своих решений на территории всей Германии, что давало повод НФДГ и его коллективным членам игнорировать боннскую конституцию в западных землях и проводить в них консультативные референдумы.
Доминирующее положение в ГДР занимала Социалистическая единая партия Германии (её ведущая роль была закреплена в Конституции), но наряду с нею на протяжении десятилетий существовали и четыре другие партии.
СССР вывез из советской оккупационной зоны машины и оборудование, взимал с ГДР репарации. Лишь к 1950 году промышленное производство в ГДР достигло уровня 1936 года. События 17 июня 1953 года в ГДР привели к тому, что вместо взыскания репараций СССР стал оказывать ГДР экономическую помощь.
18 января 1956 года Народная палата ГДР приняла Закон о создании Национальной народной армии на базе ранее существовавших подразделений так называемой Казарменной народной полиции (Kasernierte Volkspolizei). Последняя существовала в 1948—1956 годах как предшественник армии (формально ГДР не имела права создавать вооружённые силы).
Темпы экономического развития ГДР были ниже, чем в ФРГ, и самыми низкими среди государств Варшавского договора. Тем не менее, уровень жизни в ГДР заметно превышал советский и был одним из самых высоких среди восточноевропейских государств, хотя и был абсолютно несравним с таковым в ФРГ. К 1980-м годам ГДР стала высокоразвитой индустриальной страной с интенсивным сельским хозяйством. По объёму промышленной продукции ГДР занимала 6-е место в Европе. Однако, при этом, в начале 1980-х годов страна была дважды близка к банкротству и только займы ФРГ спасали её от этого. К концу 1980-х годов плановое хозяйство, экстенсивная экономика, отсутствие природных ресурсов, огромная задолженность, недальновидность и ограниченность политиков сталинистской ориентации и ряд других немаловажных факторов привели ГДР к краху.

## Единая ФРГ (с 1990)

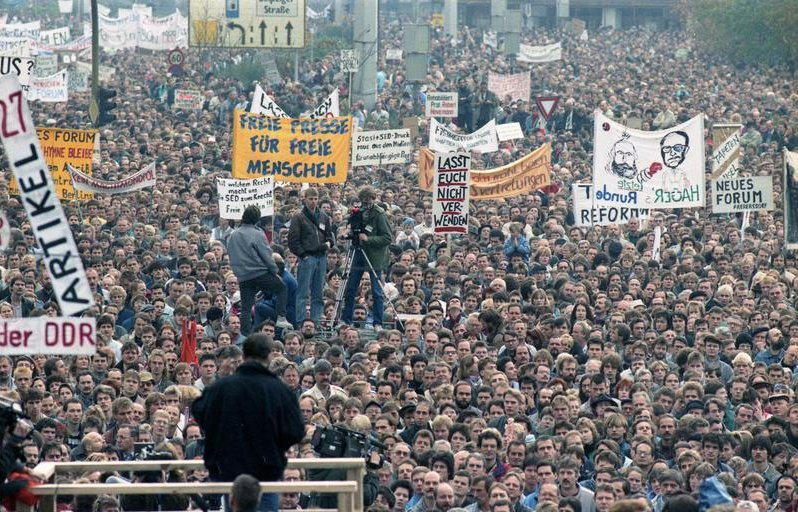
Александерплац, 4 ноября 1989 года

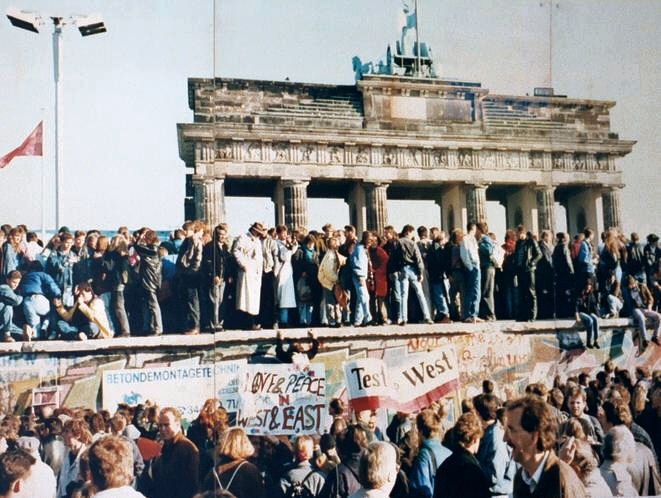
Берлинская стена с взобравшимися на неё немцами на фоне Бранденбургских ворот

Горбачёвские реформы в СССР власти ГДР восприняли с большой настороженностью, а в ФРГ вызвали большой энтузиазм. В 1989 году напряжённость в ГДР стала возрастать. Осенью со своего поста высшего партийного руководителя ушёл многолетний лидер страны Эрих Хонеккер, его место занял бывший лидер Союза свободной немецкой молодёжи Эгон Кренц, который возглавлял ГДР в течение нескольких недель. В начале ноября в Берлине начались массовые демонстрации, приведшие в конечном итоге к открытию Берлинской стены. Это стало первым шагом на пути к объединению двух германских государств. Вскоре на территории ГДР вошла в обращение немецкая марка ФРГ, а в августе 1990 года между двумя сторонами был подписан Договор об установлении единства.
3 октября 1990 года произошло объединение ФРГ и ГДР, при этом ГДР вошла в состав ФРГ и прекратила своё существование. С 1995 года в полном наименовании страны на русском языке слово Германия стоит в именительном падеже.
На прошедших в 1990 году выборах в объединённый парламент большинство мандатов получил ХДС, во главе правительства остался Коль.
С момента объединения бундесвер участвовала в ряде операций по поддержанию мира и ликвидации последствий стихийных бедствий за рубежом. С 2002 по 2014 годы Германия принимала участие в войне в Афганистане, что привело к первым потерям немцев в боевых действиях со времён Второй мировой войны.
На парламентских выборах 1998 года большинство получила СДПГ, правительство возглавил бывший премьер-министр Нижней Саксонии, социал-демократ Герхард Шрёдер.
Парламентские выборы 2005 года не принесли большинства ни одной из партий: СДПГ и коалиция ХДС/ХСС получили примерно равное число голосов. Канцлером Германии, по итогам выборов, впервые стала женщина — представитель ХДС Ангела Меркель; министерские портфели были распределены между ХДС/ХСС и СДПГ примерно поровну.
Хорошо подготовившаяся к мировому кризису в 2008 году Германия неохотно финансировала пострадавшие страны.
После аварии на АЭС Фукусима-1, немецкая общественность выступила против эксплуатации ядерной энергетики в Германии. В ответ Меркель объявила о планах закрыть все атомные электростанции Германии в течение следующего десятилетия и ещё больше полагаться на ветер и другие альтернативные источники энергии в дополнение к углю и природному газу.
В 2015 году Германия пострадала от миграционного кризиса в Европе, поскольку она стала конечным пунктом назначения для лиц из Африки и Ближнего Востока. Страна приняла более миллиона беженцев и мигрантов и разработала систему квот, которая перераспределяла мигрантов по федеральным землям в зависимости от их налоговых доходов и существующей плотности населения. Решение Меркель разрешить неограниченный въезд вызвало резкую критику как в Германии, так и в Европе.
8 декабря 2021 года Ангела Меркель, после 16-летнего пребывания на посту канцлера, ушла в отставку. Новым канцлером был избран член Социал-демократической партии Олаф Шольц.
6 мая 2025 года Фридрих Мерц сменил на посту канцлера Олафа Шольца.

### Комментарии
1. ↑  Несмотря на значительные успехи немецкой армии и стремительное бегство РККА в период блицкрига летом и осенью 1941 года, планы полного сокрушения и разгрома СССР всё-таки были сорваны советскими войсками, когда немецкая «военная машина» увязла в боях и осадах ключевых точек, оказавшись у стен Москвы в период осенней распутицы и наступления холодов в конце октября и начале ноября 1941 (а не в тёплое время года, конца августа и начала сентября, если бы вторжение состоялось на два месяца раньше), когда подоспели и вступили в противостояние с врагом такие естественные союзники России как генерал «Слякоть» и генерал «Мороз», и Красная армия в итоге ценой невероятных усилий смогла отстоять свою столицу.